# Mã (cờ vua)
Xem thêm: Mã (quân cờ)
Mã (♘ ♞) còn được gọi là Ngựa, là một trong hai loại quân cờ chủ lực nhẹ trên bàn cờ vua (loại còn lại là Tượng), Mã đại diện cho hình tượng hiệp sĩ (kỵ binh mặc giáp) . 
Mỗi người chơi bắt đầu ván đấu với hai quân Mã và vị trí ban đầu của nó là nằm giữa Xe và Tượng; hay các ô b1, g1 đối với Trắng và b8, g8 đối với Đen xét về mặt ký hiệu đại số.

## Di chuyển
Cách đi của Mã có sự khác biệt so với những quân khác. Nước đi của nó giống hình chữ L và có thể di chuyển theo mọi hướng trên bàn cờ. Giả sử vị trí của Mã đang là một ô góc của hình chữ nhật 2x3 ô, thì nước đi của Mã là đi tới ô góc đối diện. Mã có thể "nhảy" qua đầu các quân khác, bất kể của bên nào, để đi tới điểm đến; và nó là quân duy nhất trên bàn cờ có được năng lực đặc biệt này. Sau khi ăn quân đối phương Mã sẽ được đặt tại vị trí của quân đó. Kỹ năng "nhảy qua đầu" giúp Mã có xu hướng trở thành quân mạnh nhất trong những thế cờ kín, đông quân. Nước đi này của Mã đã tồn tại rất lâu, không thay đổi từ trước thế kỷ 7 cho đến nay. Mã di chuyển lần lượt đến các ô trắng rồi đen. (đang ở ô đen thì không thể đi tới một ô đen khác, tương tự với ô trắng)
Về mặt tổng quan thì mọi quân cờ đều trở nên mạnh hơn hẳn nếu được đặt ở những vị trí gần trung tâm bàn cờ, và điều này đặc biệt đúng với Mã. Một quân Mã nằm ở cạnh bàn (cột hay hàng ngoài cùng; cột a, h và hàng 1, 8) chỉ có thể tấn công (hay kiểm soát) 3 hoặc 4 ô, và với quân Mã nằm ở góc thì là 2 ô. Hơn nữa, sẽ mất nhiều nước đi hơn để chuyển một quân Mã ở xa trung tâm đến bên cánh đối diện của bàn cờ so với Tượng, Xe, và Hậu. Vì vậy, một nguyên tắc cần phải nhớ đối với người học chơi cờ đó là hạn chế việc di chuyển Mã xa rời trung tâm, đặc biệt là ra các góc và cạnh bàn cờ. Mã cần luôn có mặt gần hoặc tại những "điểm nóng" trên bàn cờ, những nơi đang xảy ra giao chiến.
|   | a                                                                     | b                                                                     | c                                                                     | d                                                                     | e                                                                     | f                                                                     | g                                                                     | h                                                                     |   |
| 8 | b8 black knight · g8 black knight · b1 white knight · g1 white knight | b8 black knight · g8 black knight · b1 white knight · g1 white knight | b8 black knight · g8 black knight · b1 white knight · g1 white knight | b8 black knight · g8 black knight · b1 white knight · g1 white knight | b8 black knight · g8 black knight · b1 white knight · g1 white knight | b8 black knight · g8 black knight · b1 white knight · g1 white knight | b8 black knight · g8 black knight · b1 white knight · g1 white knight | b8 black knight · g8 black knight · b1 white knight · g1 white knight | 8 |
| 7 | b8 black knight · g8 black knight · b1 white knight · g1 white knight | b8 black knight · g8 black knight · b1 white knight · g1 white knight | b8 black knight · g8 black knight · b1 white knight · g1 white knight | b8 black knight · g8 black knight · b1 white knight · g1 white knight | b8 black knight · g8 black knight · b1 white knight · g1 white knight | b8 black knight · g8 black knight · b1 white knight · g1 white knight | b8 black knight · g8 black knight · b1 white knight · g1 white knight | b8 black knight · g8 black knight · b1 white knight · g1 white knight | 7 |
| 6 | b8 black knight · g8 black knight · b1 white knight · g1 white knight | b8 black knight · g8 black knight · b1 white knight · g1 white knight | b8 black knight · g8 black knight · b1 white knight · g1 white knight | b8 black knight · g8 black knight · b1 white knight · g1 white knight | b8 black knight · g8 black knight · b1 white knight · g1 white knight | b8 black knight · g8 black knight · b1 white knight · g1 white knight | b8 black knight · g8 black knight · b1 white knight · g1 white knight | b8 black knight · g8 black knight · b1 white knight · g1 white knight | 6 |
| 5 | b8 black knight · g8 black knight · b1 white knight · g1 white knight | b8 black knight · g8 black knight · b1 white knight · g1 white knight | b8 black knight · g8 black knight · b1 white knight · g1 white knight | b8 black knight · g8 black knight · b1 white knight · g1 white knight | b8 black knight · g8 black knight · b1 white knight · g1 white knight | b8 black knight · g8 black knight · b1 white knight · g1 white knight | b8 black knight · g8 black knight · b1 white knight · g1 white knight | b8 black knight · g8 black knight · b1 white knight · g1 white knight | 5 |
| 4 | b8 black knight · g8 black knight · b1 white knight · g1 white knight | b8 black knight · g8 black knight · b1 white knight · g1 white knight | b8 black knight · g8 black knight · b1 white knight · g1 white knight | b8 black knight · g8 black knight · b1 white knight · g1 white knight | b8 black knight · g8 black knight · b1 white knight · g1 white knight | b8 black knight · g8 black knight · b1 white knight · g1 white knight | b8 black knight · g8 black knight · b1 white knight · g1 white knight | b8 black knight · g8 black knight · b1 white knight · g1 white knight | 4 |
| 3 | b8 black knight · g8 black knight · b1 white knight · g1 white knight | b8 black knight · g8 black knight · b1 white knight · g1 white knight | b8 black knight · g8 black knight · b1 white knight · g1 white knight | b8 black knight · g8 black knight · b1 white knight · g1 white knight | b8 black knight · g8 black knight · b1 white knight · g1 white knight | b8 black knight · g8 black knight · b1 white knight · g1 white knight | b8 black knight · g8 black knight · b1 white knight · g1 white knight | b8 black knight · g8 black knight · b1 white knight · g1 white knight | 3 |
| 2 | b8 black knight · g8 black knight · b1 white knight · g1 white knight | b8 black knight · g8 black knight · b1 white knight · g1 white knight | b8 black knight · g8 black knight · b1 white knight · g1 white knight | b8 black knight · g8 black knight · b1 white knight · g1 white knight | b8 black knight · g8 black knight · b1 white knight · g1 white knight | b8 black knight · g8 black knight · b1 white knight · g1 white knight | b8 black knight · g8 black knight · b1 white knight · g1 white knight | b8 black knight · g8 black knight · b1 white knight · g1 white knight | 2 |
| 1 | b8 black knight · g8 black knight · b1 white knight · g1 white knight | b8 black knight · g8 black knight · b1 white knight · g1 white knight | b8 black knight · g8 black knight · b1 white knight · g1 white knight | b8 black knight · g8 black knight · b1 white knight · g1 white knight | b8 black knight · g8 black knight · b1 white knight · g1 white knight | b8 black knight · g8 black knight · b1 white knight · g1 white knight | b8 black knight · g8 black knight · b1 white knight · g1 white knight | b8 black knight · g8 black knight · b1 white knight · g1 white knight | 1 |
|   | a                                                                     | b                                                                     | c                                                                     | d                                                                     | e                                                                     | f                                                                     | g                                                                     | h                                                                     |   |

|   | a | b | c | d | e | f | g | h |   |
| 8 | c6 black circle · e6 black circle · b5 black circle · f5 black circle · d4 black knight · b3 black circle · f3 black circle · g3 white circle · c2 black circle · e2 black circle · f2 white circle · h1 white knight | c6 black circle · e6 black circle · b5 black circle · f5 black circle · d4 black knight · b3 black circle · f3 black circle · g3 white circle · c2 black circle · e2 black circle · f2 white circle · h1 white knight | c6 black circle · e6 black circle · b5 black circle · f5 black circle · d4 black knight · b3 black circle · f3 black circle · g3 white circle · c2 black circle · e2 black circle · f2 white circle · h1 white knight | c6 black circle · e6 black circle · b5 black circle · f5 black circle · d4 black knight · b3 black circle · f3 black circle · g3 white circle · c2 black circle · e2 black circle · f2 white circle · h1 white knight | c6 black circle · e6 black circle · b5 black circle · f5 black circle · d4 black knight · b3 black circle · f3 black circle · g3 white circle · c2 black circle · e2 black circle · f2 white circle · h1 white knight | c6 black circle · e6 black circle · b5 black circle · f5 black circle · d4 black knight · b3 black circle · f3 black circle · g3 white circle · c2 black circle · e2 black circle · f2 white circle · h1 white knight | c6 black circle · e6 black circle · b5 black circle · f5 black circle · d4 black knight · b3 black circle · f3 black circle · g3 white circle · c2 black circle · e2 black circle · f2 white circle · h1 white knight | c6 black circle · e6 black circle · b5 black circle · f5 black circle · d4 black knight · b3 black circle · f3 black circle · g3 white circle · c2 black circle · e2 black circle · f2 white circle · h1 white knight | 8 |
| 7 | c6 black circle · e6 black circle · b5 black circle · f5 black circle · d4 black knight · b3 black circle · f3 black circle · g3 white circle · c2 black circle · e2 black circle · f2 white circle · h1 white knight | c6 black circle · e6 black circle · b5 black circle · f5 black circle · d4 black knight · b3 black circle · f3 black circle · g3 white circle · c2 black circle · e2 black circle · f2 white circle · h1 white knight | c6 black circle · e6 black circle · b5 black circle · f5 black circle · d4 black knight · b3 black circle · f3 black circle · g3 white circle · c2 black circle · e2 black circle · f2 white circle · h1 white knight | c6 black circle · e6 black circle · b5 black circle · f5 black circle · d4 black knight · b3 black circle · f3 black circle · g3 white circle · c2 black circle · e2 black circle · f2 white circle · h1 white knight | c6 black circle · e6 black circle · b5 black circle · f5 black circle · d4 black knight · b3 black circle · f3 black circle · g3 white circle · c2 black circle · e2 black circle · f2 white circle · h1 white knight | c6 black circle · e6 black circle · b5 black circle · f5 black circle · d4 black knight · b3 black circle · f3 black circle · g3 white circle · c2 black circle · e2 black circle · f2 white circle · h1 white knight | c6 black circle · e6 black circle · b5 black circle · f5 black circle · d4 black knight · b3 black circle · f3 black circle · g3 white circle · c2 black circle · e2 black circle · f2 white circle · h1 white knight | c6 black circle · e6 black circle · b5 black circle · f5 black circle · d4 black knight · b3 black circle · f3 black circle · g3 white circle · c2 black circle · e2 black circle · f2 white circle · h1 white knight | 7 |
| 6 | c6 black circle · e6 black circle · b5 black circle · f5 black circle · d4 black knight · b3 black circle · f3 black circle · g3 white circle · c2 black circle · e2 black circle · f2 white circle · h1 white knight | c6 black circle · e6 black circle · b5 black circle · f5 black circle · d4 black knight · b3 black circle · f3 black circle · g3 white circle · c2 black circle · e2 black circle · f2 white circle · h1 white knight | c6 black circle · e6 black circle · b5 black circle · f5 black circle · d4 black knight · b3 black circle · f3 black circle · g3 white circle · c2 black circle · e2 black circle · f2 white circle · h1 white knight | c6 black circle · e6 black circle · b5 black circle · f5 black circle · d4 black knight · b3 black circle · f3 black circle · g3 white circle · c2 black circle · e2 black circle · f2 white circle · h1 white knight | c6 black circle · e6 black circle · b5 black circle · f5 black circle · d4 black knight · b3 black circle · f3 black circle · g3 white circle · c2 black circle · e2 black circle · f2 white circle · h1 white knight | c6 black circle · e6 black circle · b5 black circle · f5 black circle · d4 black knight · b3 black circle · f3 black circle · g3 white circle · c2 black circle · e2 black circle · f2 white circle · h1 white knight | c6 black circle · e6 black circle · b5 black circle · f5 black circle · d4 black knight · b3 black circle · f3 black circle · g3 white circle · c2 black circle · e2 black circle · f2 white circle · h1 white knight | c6 black circle · e6 black circle · b5 black circle · f5 black circle · d4 black knight · b3 black circle · f3 black circle · g3 white circle · c2 black circle · e2 black circle · f2 white circle · h1 white knight | 6 |
| 5 | c6 black circle · e6 black circle · b5 black circle · f5 black circle · d4 black knight · b3 black circle · f3 black circle · g3 white circle · c2 black circle · e2 black circle · f2 white circle · h1 white knight | c6 black circle · e6 black circle · b5 black circle · f5 black circle · d4 black knight · b3 black circle · f3 black circle · g3 white circle · c2 black circle · e2 black circle · f2 white circle · h1 white knight | c6 black circle · e6 black circle · b5 black circle · f5 black circle · d4 black knight · b3 black circle · f3 black circle · g3 white circle · c2 black circle · e2 black circle · f2 white circle · h1 white knight | c6 black circle · e6 black circle · b5 black circle · f5 black circle · d4 black knight · b3 black circle · f3 black circle · g3 white circle · c2 black circle · e2 black circle · f2 white circle · h1 white knight | c6 black circle · e6 black circle · b5 black circle · f5 black circle · d4 black knight · b3 black circle · f3 black circle · g3 white circle · c2 black circle · e2 black circle · f2 white circle · h1 white knight | c6 black circle · e6 black circle · b5 black circle · f5 black circle · d4 black knight · b3 black circle · f3 black circle · g3 white circle · c2 black circle · e2 black circle · f2 white circle · h1 white knight | c6 black circle · e6 black circle · b5 black circle · f5 black circle · d4 black knight · b3 black circle · f3 black circle · g3 white circle · c2 black circle · e2 black circle · f2 white circle · h1 white knight | c6 black circle · e6 black circle · b5 black circle · f5 black circle · d4 black knight · b3 black circle · f3 black circle · g3 white circle · c2 black circle · e2 black circle · f2 white circle · h1 white knight | 5 |
| 4 | c6 black circle · e6 black circle · b5 black circle · f5 black circle · d4 black knight · b3 black circle · f3 black circle · g3 white circle · c2 black circle · e2 black circle · f2 white circle · h1 white knight | c6 black circle · e6 black circle · b5 black circle · f5 black circle · d4 black knight · b3 black circle · f3 black circle · g3 white circle · c2 black circle · e2 black circle · f2 white circle · h1 white knight | c6 black circle · e6 black circle · b5 black circle · f5 black circle · d4 black knight · b3 black circle · f3 black circle · g3 white circle · c2 black circle · e2 black circle · f2 white circle · h1 white knight | c6 black circle · e6 black circle · b5 black circle · f5 black circle · d4 black knight · b3 black circle · f3 black circle · g3 white circle · c2 black circle · e2 black circle · f2 white circle · h1 white knight | c6 black circle · e6 black circle · b5 black circle · f5 black circle · d4 black knight · b3 black circle · f3 black circle · g3 white circle · c2 black circle · e2 black circle · f2 white circle · h1 white knight | c6 black circle · e6 black circle · b5 black circle · f5 black circle · d4 black knight · b3 black circle · f3 black circle · g3 white circle · c2 black circle · e2 black circle · f2 white circle · h1 white knight | c6 black circle · e6 black circle · b5 black circle · f5 black circle · d4 black knight · b3 black circle · f3 black circle · g3 white circle · c2 black circle · e2 black circle · f2 white circle · h1 white knight | c6 black circle · e6 black circle · b5 black circle · f5 black circle · d4 black knight · b3 black circle · f3 black circle · g3 white circle · c2 black circle · e2 black circle · f2 white circle · h1 white knight | 4 |
| 3 | c6 black circle · e6 black circle · b5 black circle · f5 black circle · d4 black knight · b3 black circle · f3 black circle · g3 white circle · c2 black circle · e2 black circle · f2 white circle · h1 white knight | c6 black circle · e6 black circle · b5 black circle · f5 black circle · d4 black knight · b3 black circle · f3 black circle · g3 white circle · c2 black circle · e2 black circle · f2 white circle · h1 white knight | c6 black circle · e6 black circle · b5 black circle · f5 black circle · d4 black knight · b3 black circle · f3 black circle · g3 white circle · c2 black circle · e2 black circle · f2 white circle · h1 white knight | c6 black circle · e6 black circle · b5 black circle · f5 black circle · d4 black knight · b3 black circle · f3 black circle · g3 white circle · c2 black circle · e2 black circle · f2 white circle · h1 white knight | c6 black circle · e6 black circle · b5 black circle · f5 black circle · d4 black knight · b3 black circle · f3 black circle · g3 white circle · c2 black circle · e2 black circle · f2 white circle · h1 white knight | c6 black circle · e6 black circle · b5 black circle · f5 black circle · d4 black knight · b3 black circle · f3 black circle · g3 white circle · c2 black circle · e2 black circle · f2 white circle · h1 white knight | c6 black circle · e6 black circle · b5 black circle · f5 black circle · d4 black knight · b3 black circle · f3 black circle · g3 white circle · c2 black circle · e2 black circle · f2 white circle · h1 white knight | c6 black circle · e6 black circle · b5 black circle · f5 black circle · d4 black knight · b3 black circle · f3 black circle · g3 white circle · c2 black circle · e2 black circle · f2 white circle · h1 white knight | 3 |
| 2 | c6 black circle · e6 black circle · b5 black circle · f5 black circle · d4 black knight · b3 black circle · f3 black circle · g3 white circle · c2 black circle · e2 black circle · f2 white circle · h1 white knight | c6 black circle · e6 black circle · b5 black circle · f5 black circle · d4 black knight · b3 black circle · f3 black circle · g3 white circle · c2 black circle · e2 black circle · f2 white circle · h1 white knight | c6 black circle · e6 black circle · b5 black circle · f5 black circle · d4 black knight · b3 black circle · f3 black circle · g3 white circle · c2 black circle · e2 black circle · f2 white circle · h1 white knight | c6 black circle · e6 black circle · b5 black circle · f5 black circle · d4 black knight · b3 black circle · f3 black circle · g3 white circle · c2 black circle · e2 black circle · f2 white circle · h1 white knight | c6 black circle · e6 black circle · b5 black circle · f5 black circle · d4 black knight · b3 black circle · f3 black circle · g3 white circle · c2 black circle · e2 black circle · f2 white circle · h1 white knight | c6 black circle · e6 black circle · b5 black circle · f5 black circle · d4 black knight · b3 black circle · f3 black circle · g3 white circle · c2 black circle · e2 black circle · f2 white circle · h1 white knight | c6 black circle · e6 black circle · b5 black circle · f5 black circle · d4 black knight · b3 black circle · f3 black circle · g3 white circle · c2 black circle · e2 black circle · f2 white circle · h1 white knight | c6 black circle · e6 black circle · b5 black circle · f5 black circle · d4 black knight · b3 black circle · f3 black circle · g3 white circle · c2 black circle · e2 black circle · f2 white circle · h1 white knight | 2 |
| 1 | c6 black circle · e6 black circle · b5 black circle · f5 black circle · d4 black knight · b3 black circle · f3 black circle · g3 white circle · c2 black circle · e2 black circle · f2 white circle · h1 white knight | c6 black circle · e6 black circle · b5 black circle · f5 black circle · d4 black knight · b3 black circle · f3 black circle · g3 white circle · c2 black circle · e2 black circle · f2 white circle · h1 white knight | c6 black circle · e6 black circle · b5 black circle · f5 black circle · d4 black knight · b3 black circle · f3 black circle · g3 white circle · c2 black circle · e2 black circle · f2 white circle · h1 white knight | c6 black circle · e6 black circle · b5 black circle · f5 black circle · d4 black knight · b3 black circle · f3 black circle · g3 white circle · c2 black circle · e2 black circle · f2 white circle · h1 white knight | c6 black circle · e6 black circle · b5 black circle · f5 black circle · d4 black knight · b3 black circle · f3 black circle · g3 white circle · c2 black circle · e2 black circle · f2 white circle · h1 white knight | c6 black circle · e6 black circle · b5 black circle · f5 black circle · d4 black knight · b3 black circle · f3 black circle · g3 white circle · c2 black circle · e2 black circle · f2 white circle · h1 white knight | c6 black circle · e6 black circle · b5 black circle · f5 black circle · d4 black knight · b3 black circle · f3 black circle · g3 white circle · c2 black circle · e2 black circle · f2 white circle · h1 white knight | c6 black circle · e6 black circle · b5 black circle · f5 black circle · d4 black knight · b3 black circle · f3 black circle · g3 white circle · c2 black circle · e2 black circle · f2 white circle · h1 white knight | 1 |
|   | a | b | c | d | e | f | g | h |   |

|   | a                                               | b                                               | c                                               | d                                               | e                                               | f                                               | g                                               | h                                               |   |
| 8 | a8 black rook · e8 black king · c7 white knight | a8 black rook · e8 black king · c7 white knight | a8 black rook · e8 black king · c7 white knight | a8 black rook · e8 black king · c7 white knight | a8 black rook · e8 black king · c7 white knight | a8 black rook · e8 black king · c7 white knight | a8 black rook · e8 black king · c7 white knight | a8 black rook · e8 black king · c7 white knight | 8 |
| 7 | a8 black rook · e8 black king · c7 white knight | a8 black rook · e8 black king · c7 white knight | a8 black rook · e8 black king · c7 white knight | a8 black rook · e8 black king · c7 white knight | a8 black rook · e8 black king · c7 white knight | a8 black rook · e8 black king · c7 white knight | a8 black rook · e8 black king · c7 white knight | a8 black rook · e8 black king · c7 white knight | 7 |
| 6 | a8 black rook · e8 black king · c7 white knight | a8 black rook · e8 black king · c7 white knight | a8 black rook · e8 black king · c7 white knight | a8 black rook · e8 black king · c7 white knight | a8 black rook · e8 black king · c7 white knight | a8 black rook · e8 black king · c7 white knight | a8 black rook · e8 black king · c7 white knight | a8 black rook · e8 black king · c7 white knight | 6 |
| 5 | a8 black rook · e8 black king · c7 white knight | a8 black rook · e8 black king · c7 white knight | a8 black rook · e8 black king · c7 white knight | a8 black rook · e8 black king · c7 white knight | a8 black rook · e8 black king · c7 white knight | a8 black rook · e8 black king · c7 white knight | a8 black rook · e8 black king · c7 white knight | a8 black rook · e8 black king · c7 white knight | 5 |
| 4 | a8 black rook · e8 black king · c7 white knight | a8 black rook · e8 black king · c7 white knight | a8 black rook · e8 black king · c7 white knight | a8 black rook · e8 black king · c7 white knight | a8 black rook · e8 black king · c7 white knight | a8 black rook · e8 black king · c7 white knight | a8 black rook · e8 black king · c7 white knight | a8 black rook · e8 black king · c7 white knight | 4 |
| 3 | a8 black rook · e8 black king · c7 white knight | a8 black rook · e8 black king · c7 white knight | a8 black rook · e8 black king · c7 white knight | a8 black rook · e8 black king · c7 white knight | a8 black rook · e8 black king · c7 white knight | a8 black rook · e8 black king · c7 white knight | a8 black rook · e8 black king · c7 white knight | a8 black rook · e8 black king · c7 white knight | 3 |
| 2 | a8 black rook · e8 black king · c7 white knight | a8 black rook · e8 black king · c7 white knight | a8 black rook · e8 black king · c7 white knight | a8 black rook · e8 black king · c7 white knight | a8 black rook · e8 black king · c7 white knight | a8 black rook · e8 black king · c7 white knight | a8 black rook · e8 black king · c7 white knight | a8 black rook · e8 black king · c7 white knight | 2 |
| 1 | a8 black rook · e8 black king · c7 white knight | a8 black rook · e8 black king · c7 white knight | a8 black rook · e8 black king · c7 white knight | a8 black rook · e8 black king · c7 white knight | a8 black rook · e8 black king · c7 white knight | a8 black rook · e8 black king · c7 white knight | a8 black rook · e8 black king · c7 white knight | a8 black rook · e8 black king · c7 white knight | 1 |
|   | a                                               | b                                               | c                                               | d                                               | e                                               | f                                               | g                                               | h                                               |   |

Mã là quân duy nhất có thể di chuyển mà không cần phải đi Tốt trước, do đó người chơi có thể đi Mã ở ngay nước đầu tiên, điều mà không thực hiện được đối với các quân khác (trừ Tốt). Vì lý do nêu bên trên, nước đi đầu tiên của Mã cần hướng đến trung tâm. Mã thường nhập cuộc sớm hơn một chút so với Tượng và sớm hơn nhiều so với Xe và Hậu.
Với cách di chuyển độc đáo, Mã là một quân chĩa đặc biệt lợi hại. (tấn công hai hay nhiều quân đối phương cùng lúc)
|   | a | b | c | d | e | f | g | h |   |
| 8 | a8 four · b8 three · c8 two · d8 three · e8 two · f8 three · g8 two · h8 three · a7 three · b7 two · c7 three · d7 four · e7 one · f7 two · g7 one · h7 four · a6 four · b6 three · c6 two · d6 one · e6 two · f6 three · g6 two · h6 one · a5 three · b5 two · c5 three · d5 two · e5 three · f5 white knight · g5 three · h5 two · a4 four · b4 three · c4 two · d4 one · e4 two · f4 three · g4 two · h4 one · a3 three · b3 two · c3 three · d3 four · e3 one · f3 two · g3 one · h3 four · a2 four · b2 three · c2 two · d2 three · e2 two · f2 three · g2 two · h2 three · a1 three · b1 four · c1 three · d1 two · e1 three · f1 two · g1 three · h1 two | a8 four · b8 three · c8 two · d8 three · e8 two · f8 three · g8 two · h8 three · a7 three · b7 two · c7 three · d7 four · e7 one · f7 two · g7 one · h7 four · a6 four · b6 three · c6 two · d6 one · e6 two · f6 three · g6 two · h6 one · a5 three · b5 two · c5 three · d5 two · e5 three · f5 white knight · g5 three · h5 two · a4 four · b4 three · c4 two · d4 one · e4 two · f4 three · g4 two · h4 one · a3 three · b3 two · c3 three · d3 four · e3 one · f3 two · g3 one · h3 four · a2 four · b2 three · c2 two · d2 three · e2 two · f2 three · g2 two · h2 three · a1 three · b1 four · c1 three · d1 two · e1 three · f1 two · g1 three · h1 two | a8 four · b8 three · c8 two · d8 three · e8 two · f8 three · g8 two · h8 three · a7 three · b7 two · c7 three · d7 four · e7 one · f7 two · g7 one · h7 four · a6 four · b6 three · c6 two · d6 one · e6 two · f6 three · g6 two · h6 one · a5 three · b5 two · c5 three · d5 two · e5 three · f5 white knight · g5 three · h5 two · a4 four · b4 three · c4 two · d4 one · e4 two · f4 three · g4 two · h4 one · a3 three · b3 two · c3 three · d3 four · e3 one · f3 two · g3 one · h3 four · a2 four · b2 three · c2 two · d2 three · e2 two · f2 three · g2 two · h2 three · a1 three · b1 four · c1 three · d1 two · e1 three · f1 two · g1 three · h1 two | a8 four · b8 three · c8 two · d8 three · e8 two · f8 three · g8 two · h8 three · a7 three · b7 two · c7 three · d7 four · e7 one · f7 two · g7 one · h7 four · a6 four · b6 three · c6 two · d6 one · e6 two · f6 three · g6 two · h6 one · a5 three · b5 two · c5 three · d5 two · e5 three · f5 white knight · g5 three · h5 two · a4 four · b4 three · c4 two · d4 one · e4 two · f4 three · g4 two · h4 one · a3 three · b3 two · c3 three · d3 four · e3 one · f3 two · g3 one · h3 four · a2 four · b2 three · c2 two · d2 three · e2 two · f2 three · g2 two · h2 three · a1 three · b1 four · c1 three · d1 two · e1 three · f1 two · g1 three · h1 two | a8 four · b8 three · c8 two · d8 three · e8 two · f8 three · g8 two · h8 three · a7 three · b7 two · c7 three · d7 four · e7 one · f7 two · g7 one · h7 four · a6 four · b6 three · c6 two · d6 one · e6 two · f6 three · g6 two · h6 one · a5 three · b5 two · c5 three · d5 two · e5 three · f5 white knight · g5 three · h5 two · a4 four · b4 three · c4 two · d4 one · e4 two · f4 three · g4 two · h4 one · a3 three · b3 two · c3 three · d3 four · e3 one · f3 two · g3 one · h3 four · a2 four · b2 three · c2 two · d2 three · e2 two · f2 three · g2 two · h2 three · a1 three · b1 four · c1 three · d1 two · e1 three · f1 two · g1 three · h1 two | a8 four · b8 three · c8 two · d8 three · e8 two · f8 three · g8 two · h8 three · a7 three · b7 two · c7 three · d7 four · e7 one · f7 two · g7 one · h7 four · a6 four · b6 three · c6 two · d6 one · e6 two · f6 three · g6 two · h6 one · a5 three · b5 two · c5 three · d5 two · e5 three · f5 white knight · g5 three · h5 two · a4 four · b4 three · c4 two · d4 one · e4 two · f4 three · g4 two · h4 one · a3 three · b3 two · c3 three · d3 four · e3 one · f3 two · g3 one · h3 four · a2 four · b2 three · c2 two · d2 three · e2 two · f2 three · g2 two · h2 three · a1 three · b1 four · c1 three · d1 two · e1 three · f1 two · g1 three · h1 two | a8 four · b8 three · c8 two · d8 three · e8 two · f8 three · g8 two · h8 three · a7 three · b7 two · c7 three · d7 four · e7 one · f7 two · g7 one · h7 four · a6 four · b6 three · c6 two · d6 one · e6 two · f6 three · g6 two · h6 one · a5 three · b5 two · c5 three · d5 two · e5 three · f5 white knight · g5 three · h5 two · a4 four · b4 three · c4 two · d4 one · e4 two · f4 three · g4 two · h4 one · a3 three · b3 two · c3 three · d3 four · e3 one · f3 two · g3 one · h3 four · a2 four · b2 three · c2 two · d2 three · e2 two · f2 three · g2 two · h2 three · a1 three · b1 four · c1 three · d1 two · e1 three · f1 two · g1 three · h1 two | a8 four · b8 three · c8 two · d8 three · e8 two · f8 three · g8 two · h8 three · a7 three · b7 two · c7 three · d7 four · e7 one · f7 two · g7 one · h7 four · a6 four · b6 three · c6 two · d6 one · e6 two · f6 three · g6 two · h6 one · a5 three · b5 two · c5 three · d5 two · e5 three · f5 white knight · g5 three · h5 two · a4 four · b4 three · c4 two · d4 one · e4 two · f4 three · g4 two · h4 one · a3 three · b3 two · c3 three · d3 four · e3 one · f3 two · g3 one · h3 four · a2 four · b2 three · c2 two · d2 three · e2 two · f2 three · g2 two · h2 three · a1 three · b1 four · c1 three · d1 two · e1 three · f1 two · g1 three · h1 two | 8 |
| 7 | a8 four · b8 three · c8 two · d8 three · e8 two · f8 three · g8 two · h8 three · a7 three · b7 two · c7 three · d7 four · e7 one · f7 two · g7 one · h7 four · a6 four · b6 three · c6 two · d6 one · e6 two · f6 three · g6 two · h6 one · a5 three · b5 two · c5 three · d5 two · e5 three · f5 white knight · g5 three · h5 two · a4 four · b4 three · c4 two · d4 one · e4 two · f4 three · g4 two · h4 one · a3 three · b3 two · c3 three · d3 four · e3 one · f3 two · g3 one · h3 four · a2 four · b2 three · c2 two · d2 three · e2 two · f2 three · g2 two · h2 three · a1 three · b1 four · c1 three · d1 two · e1 three · f1 two · g1 three · h1 two | a8 four · b8 three · c8 two · d8 three · e8 two · f8 three · g8 two · h8 three · a7 three · b7 two · c7 three · d7 four · e7 one · f7 two · g7 one · h7 four · a6 four · b6 three · c6 two · d6 one · e6 two · f6 three · g6 two · h6 one · a5 three · b5 two · c5 three · d5 two · e5 three · f5 white knight · g5 three · h5 two · a4 four · b4 three · c4 two · d4 one · e4 two · f4 three · g4 two · h4 one · a3 three · b3 two · c3 three · d3 four · e3 one · f3 two · g3 one · h3 four · a2 four · b2 three · c2 two · d2 three · e2 two · f2 three · g2 two · h2 three · a1 three · b1 four · c1 three · d1 two · e1 three · f1 two · g1 three · h1 two | a8 four · b8 three · c8 two · d8 three · e8 two · f8 three · g8 two · h8 three · a7 three · b7 two · c7 three · d7 four · e7 one · f7 two · g7 one · h7 four · a6 four · b6 three · c6 two · d6 one · e6 two · f6 three · g6 two · h6 one · a5 three · b5 two · c5 three · d5 two · e5 three · f5 white knight · g5 three · h5 two · a4 four · b4 three · c4 two · d4 one · e4 two · f4 three · g4 two · h4 one · a3 three · b3 two · c3 three · d3 four · e3 one · f3 two · g3 one · h3 four · a2 four · b2 three · c2 two · d2 three · e2 two · f2 three · g2 two · h2 three · a1 three · b1 four · c1 three · d1 two · e1 three · f1 two · g1 three · h1 two | a8 four · b8 three · c8 two · d8 three · e8 two · f8 three · g8 two · h8 three · a7 three · b7 two · c7 three · d7 four · e7 one · f7 two · g7 one · h7 four · a6 four · b6 three · c6 two · d6 one · e6 two · f6 three · g6 two · h6 one · a5 three · b5 two · c5 three · d5 two · e5 three · f5 white knight · g5 three · h5 two · a4 four · b4 three · c4 two · d4 one · e4 two · f4 three · g4 two · h4 one · a3 three · b3 two · c3 three · d3 four · e3 one · f3 two · g3 one · h3 four · a2 four · b2 three · c2 two · d2 three · e2 two · f2 three · g2 two · h2 three · a1 three · b1 four · c1 three · d1 two · e1 three · f1 two · g1 three · h1 two | a8 four · b8 three · c8 two · d8 three · e8 two · f8 three · g8 two · h8 three · a7 three · b7 two · c7 three · d7 four · e7 one · f7 two · g7 one · h7 four · a6 four · b6 three · c6 two · d6 one · e6 two · f6 three · g6 two · h6 one · a5 three · b5 two · c5 three · d5 two · e5 three · f5 white knight · g5 three · h5 two · a4 four · b4 three · c4 two · d4 one · e4 two · f4 three · g4 two · h4 one · a3 three · b3 two · c3 three · d3 four · e3 one · f3 two · g3 one · h3 four · a2 four · b2 three · c2 two · d2 three · e2 two · f2 three · g2 two · h2 three · a1 three · b1 four · c1 three · d1 two · e1 three · f1 two · g1 three · h1 two | a8 four · b8 three · c8 two · d8 three · e8 two · f8 three · g8 two · h8 three · a7 three · b7 two · c7 three · d7 four · e7 one · f7 two · g7 one · h7 four · a6 four · b6 three · c6 two · d6 one · e6 two · f6 three · g6 two · h6 one · a5 three · b5 two · c5 three · d5 two · e5 three · f5 white knight · g5 three · h5 two · a4 four · b4 three · c4 two · d4 one · e4 two · f4 three · g4 two · h4 one · a3 three · b3 two · c3 three · d3 four · e3 one · f3 two · g3 one · h3 four · a2 four · b2 three · c2 two · d2 three · e2 two · f2 three · g2 two · h2 three · a1 three · b1 four · c1 three · d1 two · e1 three · f1 two · g1 three · h1 two | a8 four · b8 three · c8 two · d8 three · e8 two · f8 three · g8 two · h8 three · a7 three · b7 two · c7 three · d7 four · e7 one · f7 two · g7 one · h7 four · a6 four · b6 three · c6 two · d6 one · e6 two · f6 three · g6 two · h6 one · a5 three · b5 two · c5 three · d5 two · e5 three · f5 white knight · g5 three · h5 two · a4 four · b4 three · c4 two · d4 one · e4 two · f4 three · g4 two · h4 one · a3 three · b3 two · c3 three · d3 four · e3 one · f3 two · g3 one · h3 four · a2 four · b2 three · c2 two · d2 three · e2 two · f2 three · g2 two · h2 three · a1 three · b1 four · c1 three · d1 two · e1 three · f1 two · g1 three · h1 two | a8 four · b8 three · c8 two · d8 three · e8 two · f8 three · g8 two · h8 three · a7 three · b7 two · c7 three · d7 four · e7 one · f7 two · g7 one · h7 four · a6 four · b6 three · c6 two · d6 one · e6 two · f6 three · g6 two · h6 one · a5 three · b5 two · c5 three · d5 two · e5 three · f5 white knight · g5 three · h5 two · a4 four · b4 three · c4 two · d4 one · e4 two · f4 three · g4 two · h4 one · a3 three · b3 two · c3 three · d3 four · e3 one · f3 two · g3 one · h3 four · a2 four · b2 three · c2 two · d2 three · e2 two · f2 three · g2 two · h2 three · a1 three · b1 four · c1 three · d1 two · e1 three · f1 two · g1 three · h1 two | 7 |
| 6 | a8 four · b8 three · c8 two · d8 three · e8 two · f8 three · g8 two · h8 three · a7 three · b7 two · c7 three · d7 four · e7 one · f7 two · g7 one · h7 four · a6 four · b6 three · c6 two · d6 one · e6 two · f6 three · g6 two · h6 one · a5 three · b5 two · c5 three · d5 two · e5 three · f5 white knight · g5 three · h5 two · a4 four · b4 three · c4 two · d4 one · e4 two · f4 three · g4 two · h4 one · a3 three · b3 two · c3 three · d3 four · e3 one · f3 two · g3 one · h3 four · a2 four · b2 three · c2 two · d2 three · e2 two · f2 three · g2 two · h2 three · a1 three · b1 four · c1 three · d1 two · e1 three · f1 two · g1 three · h1 two | a8 four · b8 three · c8 two · d8 three · e8 two · f8 three · g8 two · h8 three · a7 three · b7 two · c7 three · d7 four · e7 one · f7 two · g7 one · h7 four · a6 four · b6 three · c6 two · d6 one · e6 two · f6 three · g6 two · h6 one · a5 three · b5 two · c5 three · d5 two · e5 three · f5 white knight · g5 three · h5 two · a4 four · b4 three · c4 two · d4 one · e4 two · f4 three · g4 two · h4 one · a3 three · b3 two · c3 three · d3 four · e3 one · f3 two · g3 one · h3 four · a2 four · b2 three · c2 two · d2 three · e2 two · f2 three · g2 two · h2 three · a1 three · b1 four · c1 three · d1 two · e1 three · f1 two · g1 three · h1 two | a8 four · b8 three · c8 two · d8 three · e8 two · f8 three · g8 two · h8 three · a7 three · b7 two · c7 three · d7 four · e7 one · f7 two · g7 one · h7 four · a6 four · b6 three · c6 two · d6 one · e6 two · f6 three · g6 two · h6 one · a5 three · b5 two · c5 three · d5 two · e5 three · f5 white knight · g5 three · h5 two · a4 four · b4 three · c4 two · d4 one · e4 two · f4 three · g4 two · h4 one · a3 three · b3 two · c3 three · d3 four · e3 one · f3 two · g3 one · h3 four · a2 four · b2 three · c2 two · d2 three · e2 two · f2 three · g2 two · h2 three · a1 three · b1 four · c1 three · d1 two · e1 three · f1 two · g1 three · h1 two | a8 four · b8 three · c8 two · d8 three · e8 two · f8 three · g8 two · h8 three · a7 three · b7 two · c7 three · d7 four · e7 one · f7 two · g7 one · h7 four · a6 four · b6 three · c6 two · d6 one · e6 two · f6 three · g6 two · h6 one · a5 three · b5 two · c5 three · d5 two · e5 three · f5 white knight · g5 three · h5 two · a4 four · b4 three · c4 two · d4 one · e4 two · f4 three · g4 two · h4 one · a3 three · b3 two · c3 three · d3 four · e3 one · f3 two · g3 one · h3 four · a2 four · b2 three · c2 two · d2 three · e2 two · f2 three · g2 two · h2 three · a1 three · b1 four · c1 three · d1 two · e1 three · f1 two · g1 three · h1 two | a8 four · b8 three · c8 two · d8 three · e8 two · f8 three · g8 two · h8 three · a7 three · b7 two · c7 three · d7 four · e7 one · f7 two · g7 one · h7 four · a6 four · b6 three · c6 two · d6 one · e6 two · f6 three · g6 two · h6 one · a5 three · b5 two · c5 three · d5 two · e5 three · f5 white knight · g5 three · h5 two · a4 four · b4 three · c4 two · d4 one · e4 two · f4 three · g4 two · h4 one · a3 three · b3 two · c3 three · d3 four · e3 one · f3 two · g3 one · h3 four · a2 four · b2 three · c2 two · d2 three · e2 two · f2 three · g2 two · h2 three · a1 three · b1 four · c1 three · d1 two · e1 three · f1 two · g1 three · h1 two | a8 four · b8 three · c8 two · d8 three · e8 two · f8 three · g8 two · h8 three · a7 three · b7 two · c7 three · d7 four · e7 one · f7 two · g7 one · h7 four · a6 four · b6 three · c6 two · d6 one · e6 two · f6 three · g6 two · h6 one · a5 three · b5 two · c5 three · d5 two · e5 three · f5 white knight · g5 three · h5 two · a4 four · b4 three · c4 two · d4 one · e4 two · f4 three · g4 two · h4 one · a3 three · b3 two · c3 three · d3 four · e3 one · f3 two · g3 one · h3 four · a2 four · b2 three · c2 two · d2 three · e2 two · f2 three · g2 two · h2 three · a1 three · b1 four · c1 three · d1 two · e1 three · f1 two · g1 three · h1 two | a8 four · b8 three · c8 two · d8 three · e8 two · f8 three · g8 two · h8 three · a7 three · b7 two · c7 three · d7 four · e7 one · f7 two · g7 one · h7 four · a6 four · b6 three · c6 two · d6 one · e6 two · f6 three · g6 two · h6 one · a5 three · b5 two · c5 three · d5 two · e5 three · f5 white knight · g5 three · h5 two · a4 four · b4 three · c4 two · d4 one · e4 two · f4 three · g4 two · h4 one · a3 three · b3 two · c3 three · d3 four · e3 one · f3 two · g3 one · h3 four · a2 four · b2 three · c2 two · d2 three · e2 two · f2 three · g2 two · h2 three · a1 three · b1 four · c1 three · d1 two · e1 three · f1 two · g1 three · h1 two | a8 four · b8 three · c8 two · d8 three · e8 two · f8 three · g8 two · h8 three · a7 three · b7 two · c7 three · d7 four · e7 one · f7 two · g7 one · h7 four · a6 four · b6 three · c6 two · d6 one · e6 two · f6 three · g6 two · h6 one · a5 three · b5 two · c5 three · d5 two · e5 three · f5 white knight · g5 three · h5 two · a4 four · b4 three · c4 two · d4 one · e4 two · f4 three · g4 two · h4 one · a3 three · b3 two · c3 three · d3 four · e3 one · f3 two · g3 one · h3 four · a2 four · b2 three · c2 two · d2 three · e2 two · f2 three · g2 two · h2 three · a1 three · b1 four · c1 three · d1 two · e1 three · f1 two · g1 three · h1 two | 6 |
| 5 | a8 four · b8 three · c8 two · d8 three · e8 two · f8 three · g8 two · h8 three · a7 three · b7 two · c7 three · d7 four · e7 one · f7 two · g7 one · h7 four · a6 four · b6 three · c6 two · d6 one · e6 two · f6 three · g6 two · h6 one · a5 three · b5 two · c5 three · d5 two · e5 three · f5 white knight · g5 three · h5 two · a4 four · b4 three · c4 two · d4 one · e4 two · f4 three · g4 two · h4 one · a3 three · b3 two · c3 three · d3 four · e3 one · f3 two · g3 one · h3 four · a2 four · b2 three · c2 two · d2 three · e2 two · f2 three · g2 two · h2 three · a1 three · b1 four · c1 three · d1 two · e1 three · f1 two · g1 three · h1 two | a8 four · b8 three · c8 two · d8 three · e8 two · f8 three · g8 two · h8 three · a7 three · b7 two · c7 three · d7 four · e7 one · f7 two · g7 one · h7 four · a6 four · b6 three · c6 two · d6 one · e6 two · f6 three · g6 two · h6 one · a5 three · b5 two · c5 three · d5 two · e5 three · f5 white knight · g5 three · h5 two · a4 four · b4 three · c4 two · d4 one · e4 two · f4 three · g4 two · h4 one · a3 three · b3 two · c3 three · d3 four · e3 one · f3 two · g3 one · h3 four · a2 four · b2 three · c2 two · d2 three · e2 two · f2 three · g2 two · h2 three · a1 three · b1 four · c1 three · d1 two · e1 three · f1 two · g1 three · h1 two | a8 four · b8 three · c8 two · d8 three · e8 two · f8 three · g8 two · h8 three · a7 three · b7 two · c7 three · d7 four · e7 one · f7 two · g7 one · h7 four · a6 four · b6 three · c6 two · d6 one · e6 two · f6 three · g6 two · h6 one · a5 three · b5 two · c5 three · d5 two · e5 three · f5 white knight · g5 three · h5 two · a4 four · b4 three · c4 two · d4 one · e4 two · f4 three · g4 two · h4 one · a3 three · b3 two · c3 three · d3 four · e3 one · f3 two · g3 one · h3 four · a2 four · b2 three · c2 two · d2 three · e2 two · f2 three · g2 two · h2 three · a1 three · b1 four · c1 three · d1 two · e1 three · f1 two · g1 three · h1 two | a8 four · b8 three · c8 two · d8 three · e8 two · f8 three · g8 two · h8 three · a7 three · b7 two · c7 three · d7 four · e7 one · f7 two · g7 one · h7 four · a6 four · b6 three · c6 two · d6 one · e6 two · f6 three · g6 two · h6 one · a5 three · b5 two · c5 three · d5 two · e5 three · f5 white knight · g5 three · h5 two · a4 four · b4 three · c4 two · d4 one · e4 two · f4 three · g4 two · h4 one · a3 three · b3 two · c3 three · d3 four · e3 one · f3 two · g3 one · h3 four · a2 four · b2 three · c2 two · d2 three · e2 two · f2 three · g2 two · h2 three · a1 three · b1 four · c1 three · d1 two · e1 three · f1 two · g1 three · h1 two | a8 four · b8 three · c8 two · d8 three · e8 two · f8 three · g8 two · h8 three · a7 three · b7 two · c7 three · d7 four · e7 one · f7 two · g7 one · h7 four · a6 four · b6 three · c6 two · d6 one · e6 two · f6 three · g6 two · h6 one · a5 three · b5 two · c5 three · d5 two · e5 three · f5 white knight · g5 three · h5 two · a4 four · b4 three · c4 two · d4 one · e4 two · f4 three · g4 two · h4 one · a3 three · b3 two · c3 three · d3 four · e3 one · f3 two · g3 one · h3 four · a2 four · b2 three · c2 two · d2 three · e2 two · f2 three · g2 two · h2 three · a1 three · b1 four · c1 three · d1 two · e1 three · f1 two · g1 three · h1 two | a8 four · b8 three · c8 two · d8 three · e8 two · f8 three · g8 two · h8 three · a7 three · b7 two · c7 three · d7 four · e7 one · f7 two · g7 one · h7 four · a6 four · b6 three · c6 two · d6 one · e6 two · f6 three · g6 two · h6 one · a5 three · b5 two · c5 three · d5 two · e5 three · f5 white knight · g5 three · h5 two · a4 four · b4 three · c4 two · d4 one · e4 two · f4 three · g4 two · h4 one · a3 three · b3 two · c3 three · d3 four · e3 one · f3 two · g3 one · h3 four · a2 four · b2 three · c2 two · d2 three · e2 two · f2 three · g2 two · h2 three · a1 three · b1 four · c1 three · d1 two · e1 three · f1 two · g1 three · h1 two | a8 four · b8 three · c8 two · d8 three · e8 two · f8 three · g8 two · h8 three · a7 three · b7 two · c7 three · d7 four · e7 one · f7 two · g7 one · h7 four · a6 four · b6 three · c6 two · d6 one · e6 two · f6 three · g6 two · h6 one · a5 three · b5 two · c5 three · d5 two · e5 three · f5 white knight · g5 three · h5 two · a4 four · b4 three · c4 two · d4 one · e4 two · f4 three · g4 two · h4 one · a3 three · b3 two · c3 three · d3 four · e3 one · f3 two · g3 one · h3 four · a2 four · b2 three · c2 two · d2 three · e2 two · f2 three · g2 two · h2 three · a1 three · b1 four · c1 three · d1 two · e1 three · f1 two · g1 three · h1 two | a8 four · b8 three · c8 two · d8 three · e8 two · f8 three · g8 two · h8 three · a7 three · b7 two · c7 three · d7 four · e7 one · f7 two · g7 one · h7 four · a6 four · b6 three · c6 two · d6 one · e6 two · f6 three · g6 two · h6 one · a5 three · b5 two · c5 three · d5 two · e5 three · f5 white knight · g5 three · h5 two · a4 four · b4 three · c4 two · d4 one · e4 two · f4 three · g4 two · h4 one · a3 three · b3 two · c3 three · d3 four · e3 one · f3 two · g3 one · h3 four · a2 four · b2 three · c2 two · d2 three · e2 two · f2 three · g2 two · h2 three · a1 three · b1 four · c1 three · d1 two · e1 three · f1 two · g1 three · h1 two | 5 |
| 4 | a8 four · b8 three · c8 two · d8 three · e8 two · f8 three · g8 two · h8 three · a7 three · b7 two · c7 three · d7 four · e7 one · f7 two · g7 one · h7 four · a6 four · b6 three · c6 two · d6 one · e6 two · f6 three · g6 two · h6 one · a5 three · b5 two · c5 three · d5 two · e5 three · f5 white knight · g5 three · h5 two · a4 four · b4 three · c4 two · d4 one · e4 two · f4 three · g4 two · h4 one · a3 three · b3 two · c3 three · d3 four · e3 one · f3 two · g3 one · h3 four · a2 four · b2 three · c2 two · d2 three · e2 two · f2 three · g2 two · h2 three · a1 three · b1 four · c1 three · d1 two · e1 three · f1 two · g1 three · h1 two | a8 four · b8 three · c8 two · d8 three · e8 two · f8 three · g8 two · h8 three · a7 three · b7 two · c7 three · d7 four · e7 one · f7 two · g7 one · h7 four · a6 four · b6 three · c6 two · d6 one · e6 two · f6 three · g6 two · h6 one · a5 three · b5 two · c5 three · d5 two · e5 three · f5 white knight · g5 three · h5 two · a4 four · b4 three · c4 two · d4 one · e4 two · f4 three · g4 two · h4 one · a3 three · b3 two · c3 three · d3 four · e3 one · f3 two · g3 one · h3 four · a2 four · b2 three · c2 two · d2 three · e2 two · f2 three · g2 two · h2 three · a1 three · b1 four · c1 three · d1 two · e1 three · f1 two · g1 three · h1 two | a8 four · b8 three · c8 two · d8 three · e8 two · f8 three · g8 two · h8 three · a7 three · b7 two · c7 three · d7 four · e7 one · f7 two · g7 one · h7 four · a6 four · b6 three · c6 two · d6 one · e6 two · f6 three · g6 two · h6 one · a5 three · b5 two · c5 three · d5 two · e5 three · f5 white knight · g5 three · h5 two · a4 four · b4 three · c4 two · d4 one · e4 two · f4 three · g4 two · h4 one · a3 three · b3 two · c3 three · d3 four · e3 one · f3 two · g3 one · h3 four · a2 four · b2 three · c2 two · d2 three · e2 two · f2 three · g2 two · h2 three · a1 three · b1 four · c1 three · d1 two · e1 three · f1 two · g1 three · h1 two | a8 four · b8 three · c8 two · d8 three · e8 two · f8 three · g8 two · h8 three · a7 three · b7 two · c7 three · d7 four · e7 one · f7 two · g7 one · h7 four · a6 four · b6 three · c6 two · d6 one · e6 two · f6 three · g6 two · h6 one · a5 three · b5 two · c5 three · d5 two · e5 three · f5 white knight · g5 three · h5 two · a4 four · b4 three · c4 two · d4 one · e4 two · f4 three · g4 two · h4 one · a3 three · b3 two · c3 three · d3 four · e3 one · f3 two · g3 one · h3 four · a2 four · b2 three · c2 two · d2 three · e2 two · f2 three · g2 two · h2 three · a1 three · b1 four · c1 three · d1 two · e1 three · f1 two · g1 three · h1 two | a8 four · b8 three · c8 two · d8 three · e8 two · f8 three · g8 two · h8 three · a7 three · b7 two · c7 three · d7 four · e7 one · f7 two · g7 one · h7 four · a6 four · b6 three · c6 two · d6 one · e6 two · f6 three · g6 two · h6 one · a5 three · b5 two · c5 three · d5 two · e5 three · f5 white knight · g5 three · h5 two · a4 four · b4 three · c4 two · d4 one · e4 two · f4 three · g4 two · h4 one · a3 three · b3 two · c3 three · d3 four · e3 one · f3 two · g3 one · h3 four · a2 four · b2 three · c2 two · d2 three · e2 two · f2 three · g2 two · h2 three · a1 three · b1 four · c1 three · d1 two · e1 three · f1 two · g1 three · h1 two | a8 four · b8 three · c8 two · d8 three · e8 two · f8 three · g8 two · h8 three · a7 three · b7 two · c7 three · d7 four · e7 one · f7 two · g7 one · h7 four · a6 four · b6 three · c6 two · d6 one · e6 two · f6 three · g6 two · h6 one · a5 three · b5 two · c5 three · d5 two · e5 three · f5 white knight · g5 three · h5 two · a4 four · b4 three · c4 two · d4 one · e4 two · f4 three · g4 two · h4 one · a3 three · b3 two · c3 three · d3 four · e3 one · f3 two · g3 one · h3 four · a2 four · b2 three · c2 two · d2 three · e2 two · f2 three · g2 two · h2 three · a1 three · b1 four · c1 three · d1 two · e1 three · f1 two · g1 three · h1 two | a8 four · b8 three · c8 two · d8 three · e8 two · f8 three · g8 two · h8 three · a7 three · b7 two · c7 three · d7 four · e7 one · f7 two · g7 one · h7 four · a6 four · b6 three · c6 two · d6 one · e6 two · f6 three · g6 two · h6 one · a5 three · b5 two · c5 three · d5 two · e5 three · f5 white knight · g5 three · h5 two · a4 four · b4 three · c4 two · d4 one · e4 two · f4 three · g4 two · h4 one · a3 three · b3 two · c3 three · d3 four · e3 one · f3 two · g3 one · h3 four · a2 four · b2 three · c2 two · d2 three · e2 two · f2 three · g2 two · h2 three · a1 three · b1 four · c1 three · d1 two · e1 three · f1 two · g1 three · h1 two | a8 four · b8 three · c8 two · d8 three · e8 two · f8 three · g8 two · h8 three · a7 three · b7 two · c7 three · d7 four · e7 one · f7 two · g7 one · h7 four · a6 four · b6 three · c6 two · d6 one · e6 two · f6 three · g6 two · h6 one · a5 three · b5 two · c5 three · d5 two · e5 three · f5 white knight · g5 three · h5 two · a4 four · b4 three · c4 two · d4 one · e4 two · f4 three · g4 two · h4 one · a3 three · b3 two · c3 three · d3 four · e3 one · f3 two · g3 one · h3 four · a2 four · b2 three · c2 two · d2 three · e2 two · f2 three · g2 two · h2 three · a1 three · b1 four · c1 three · d1 two · e1 three · f1 two · g1 three · h1 two | 4 |
| 3 | a8 four · b8 three · c8 two · d8 three · e8 two · f8 three · g8 two · h8 three · a7 three · b7 two · c7 three · d7 four · e7 one · f7 two · g7 one · h7 four · a6 four · b6 three · c6 two · d6 one · e6 two · f6 three · g6 two · h6 one · a5 three · b5 two · c5 three · d5 two · e5 three · f5 white knight · g5 three · h5 two · a4 four · b4 three · c4 two · d4 one · e4 two · f4 three · g4 two · h4 one · a3 three · b3 two · c3 three · d3 four · e3 one · f3 two · g3 one · h3 four · a2 four · b2 three · c2 two · d2 three · e2 two · f2 three · g2 two · h2 three · a1 three · b1 four · c1 three · d1 two · e1 three · f1 two · g1 three · h1 two | a8 four · b8 three · c8 two · d8 three · e8 two · f8 three · g8 two · h8 three · a7 three · b7 two · c7 three · d7 four · e7 one · f7 two · g7 one · h7 four · a6 four · b6 three · c6 two · d6 one · e6 two · f6 three · g6 two · h6 one · a5 three · b5 two · c5 three · d5 two · e5 three · f5 white knight · g5 three · h5 two · a4 four · b4 three · c4 two · d4 one · e4 two · f4 three · g4 two · h4 one · a3 three · b3 two · c3 three · d3 four · e3 one · f3 two · g3 one · h3 four · a2 four · b2 three · c2 two · d2 three · e2 two · f2 three · g2 two · h2 three · a1 three · b1 four · c1 three · d1 two · e1 three · f1 two · g1 three · h1 two | a8 four · b8 three · c8 two · d8 three · e8 two · f8 three · g8 two · h8 three · a7 three · b7 two · c7 three · d7 four · e7 one · f7 two · g7 one · h7 four · a6 four · b6 three · c6 two · d6 one · e6 two · f6 three · g6 two · h6 one · a5 three · b5 two · c5 three · d5 two · e5 three · f5 white knight · g5 three · h5 two · a4 four · b4 three · c4 two · d4 one · e4 two · f4 three · g4 two · h4 one · a3 three · b3 two · c3 three · d3 four · e3 one · f3 two · g3 one · h3 four · a2 four · b2 three · c2 two · d2 three · e2 two · f2 three · g2 two · h2 three · a1 three · b1 four · c1 three · d1 two · e1 three · f1 two · g1 three · h1 two | a8 four · b8 three · c8 two · d8 three · e8 two · f8 three · g8 two · h8 three · a7 three · b7 two · c7 three · d7 four · e7 one · f7 two · g7 one · h7 four · a6 four · b6 three · c6 two · d6 one · e6 two · f6 three · g6 two · h6 one · a5 three · b5 two · c5 three · d5 two · e5 three · f5 white knight · g5 three · h5 two · a4 four · b4 three · c4 two · d4 one · e4 two · f4 three · g4 two · h4 one · a3 three · b3 two · c3 three · d3 four · e3 one · f3 two · g3 one · h3 four · a2 four · b2 three · c2 two · d2 three · e2 two · f2 three · g2 two · h2 three · a1 three · b1 four · c1 three · d1 two · e1 three · f1 two · g1 three · h1 two | a8 four · b8 three · c8 two · d8 three · e8 two · f8 three · g8 two · h8 three · a7 three · b7 two · c7 three · d7 four · e7 one · f7 two · g7 one · h7 four · a6 four · b6 three · c6 two · d6 one · e6 two · f6 three · g6 two · h6 one · a5 three · b5 two · c5 three · d5 two · e5 three · f5 white knight · g5 three · h5 two · a4 four · b4 three · c4 two · d4 one · e4 two · f4 three · g4 two · h4 one · a3 three · b3 two · c3 three · d3 four · e3 one · f3 two · g3 one · h3 four · a2 four · b2 three · c2 two · d2 three · e2 two · f2 three · g2 two · h2 three · a1 three · b1 four · c1 three · d1 two · e1 three · f1 two · g1 three · h1 two | a8 four · b8 three · c8 two · d8 three · e8 two · f8 three · g8 two · h8 three · a7 three · b7 two · c7 three · d7 four · e7 one · f7 two · g7 one · h7 four · a6 four · b6 three · c6 two · d6 one · e6 two · f6 three · g6 two · h6 one · a5 three · b5 two · c5 three · d5 two · e5 three · f5 white knight · g5 three · h5 two · a4 four · b4 three · c4 two · d4 one · e4 two · f4 three · g4 two · h4 one · a3 three · b3 two · c3 three · d3 four · e3 one · f3 two · g3 one · h3 four · a2 four · b2 three · c2 two · d2 three · e2 two · f2 three · g2 two · h2 three · a1 three · b1 four · c1 three · d1 two · e1 three · f1 two · g1 three · h1 two | a8 four · b8 three · c8 two · d8 three · e8 two · f8 three · g8 two · h8 three · a7 three · b7 two · c7 three · d7 four · e7 one · f7 two · g7 one · h7 four · a6 four · b6 three · c6 two · d6 one · e6 two · f6 three · g6 two · h6 one · a5 three · b5 two · c5 three · d5 two · e5 three · f5 white knight · g5 three · h5 two · a4 four · b4 three · c4 two · d4 one · e4 two · f4 three · g4 two · h4 one · a3 three · b3 two · c3 three · d3 four · e3 one · f3 two · g3 one · h3 four · a2 four · b2 three · c2 two · d2 three · e2 two · f2 three · g2 two · h2 three · a1 three · b1 four · c1 three · d1 two · e1 three · f1 two · g1 three · h1 two | a8 four · b8 three · c8 two · d8 three · e8 two · f8 three · g8 two · h8 three · a7 three · b7 two · c7 three · d7 four · e7 one · f7 two · g7 one · h7 four · a6 four · b6 three · c6 two · d6 one · e6 two · f6 three · g6 two · h6 one · a5 three · b5 two · c5 three · d5 two · e5 three · f5 white knight · g5 three · h5 two · a4 four · b4 three · c4 two · d4 one · e4 two · f4 three · g4 two · h4 one · a3 three · b3 two · c3 three · d3 four · e3 one · f3 two · g3 one · h3 four · a2 four · b2 three · c2 two · d2 three · e2 two · f2 three · g2 two · h2 three · a1 three · b1 four · c1 three · d1 two · e1 three · f1 two · g1 three · h1 two | 3 |
| 2 | a8 four · b8 three · c8 two · d8 three · e8 two · f8 three · g8 two · h8 three · a7 three · b7 two · c7 three · d7 four · e7 one · f7 two · g7 one · h7 four · a6 four · b6 three · c6 two · d6 one · e6 two · f6 three · g6 two · h6 one · a5 three · b5 two · c5 three · d5 two · e5 three · f5 white knight · g5 three · h5 two · a4 four · b4 three · c4 two · d4 one · e4 two · f4 three · g4 two · h4 one · a3 three · b3 two · c3 three · d3 four · e3 one · f3 two · g3 one · h3 four · a2 four · b2 three · c2 two · d2 three · e2 two · f2 three · g2 two · h2 three · a1 three · b1 four · c1 three · d1 two · e1 three · f1 two · g1 three · h1 two | a8 four · b8 three · c8 two · d8 three · e8 two · f8 three · g8 two · h8 three · a7 three · b7 two · c7 three · d7 four · e7 one · f7 two · g7 one · h7 four · a6 four · b6 three · c6 two · d6 one · e6 two · f6 three · g6 two · h6 one · a5 three · b5 two · c5 three · d5 two · e5 three · f5 white knight · g5 three · h5 two · a4 four · b4 three · c4 two · d4 one · e4 two · f4 three · g4 two · h4 one · a3 three · b3 two · c3 three · d3 four · e3 one · f3 two · g3 one · h3 four · a2 four · b2 three · c2 two · d2 three · e2 two · f2 three · g2 two · h2 three · a1 three · b1 four · c1 three · d1 two · e1 three · f1 two · g1 three · h1 two | a8 four · b8 three · c8 two · d8 three · e8 two · f8 three · g8 two · h8 three · a7 three · b7 two · c7 three · d7 four · e7 one · f7 two · g7 one · h7 four · a6 four · b6 three · c6 two · d6 one · e6 two · f6 three · g6 two · h6 one · a5 three · b5 two · c5 three · d5 two · e5 three · f5 white knight · g5 three · h5 two · a4 four · b4 three · c4 two · d4 one · e4 two · f4 three · g4 two · h4 one · a3 three · b3 two · c3 three · d3 four · e3 one · f3 two · g3 one · h3 four · a2 four · b2 three · c2 two · d2 three · e2 two · f2 three · g2 two · h2 three · a1 three · b1 four · c1 three · d1 two · e1 three · f1 two · g1 three · h1 two | a8 four · b8 three · c8 two · d8 three · e8 two · f8 three · g8 two · h8 three · a7 three · b7 two · c7 three · d7 four · e7 one · f7 two · g7 one · h7 four · a6 four · b6 three · c6 two · d6 one · e6 two · f6 three · g6 two · h6 one · a5 three · b5 two · c5 three · d5 two · e5 three · f5 white knight · g5 three · h5 two · a4 four · b4 three · c4 two · d4 one · e4 two · f4 three · g4 two · h4 one · a3 three · b3 two · c3 three · d3 four · e3 one · f3 two · g3 one · h3 four · a2 four · b2 three · c2 two · d2 three · e2 two · f2 three · g2 two · h2 three · a1 three · b1 four · c1 three · d1 two · e1 three · f1 two · g1 three · h1 two | a8 four · b8 three · c8 two · d8 three · e8 two · f8 three · g8 two · h8 three · a7 three · b7 two · c7 three · d7 four · e7 one · f7 two · g7 one · h7 four · a6 four · b6 three · c6 two · d6 one · e6 two · f6 three · g6 two · h6 one · a5 three · b5 two · c5 three · d5 two · e5 three · f5 white knight · g5 three · h5 two · a4 four · b4 three · c4 two · d4 one · e4 two · f4 three · g4 two · h4 one · a3 three · b3 two · c3 three · d3 four · e3 one · f3 two · g3 one · h3 four · a2 four · b2 three · c2 two · d2 three · e2 two · f2 three · g2 two · h2 three · a1 three · b1 four · c1 three · d1 two · e1 three · f1 two · g1 three · h1 two | a8 four · b8 three · c8 two · d8 three · e8 two · f8 three · g8 two · h8 three · a7 three · b7 two · c7 three · d7 four · e7 one · f7 two · g7 one · h7 four · a6 four · b6 three · c6 two · d6 one · e6 two · f6 three · g6 two · h6 one · a5 three · b5 two · c5 three · d5 two · e5 three · f5 white knight · g5 three · h5 two · a4 four · b4 three · c4 two · d4 one · e4 two · f4 three · g4 two · h4 one · a3 three · b3 two · c3 three · d3 four · e3 one · f3 two · g3 one · h3 four · a2 four · b2 three · c2 two · d2 three · e2 two · f2 three · g2 two · h2 three · a1 three · b1 four · c1 three · d1 two · e1 three · f1 two · g1 three · h1 two | a8 four · b8 three · c8 two · d8 three · e8 two · f8 three · g8 two · h8 three · a7 three · b7 two · c7 three · d7 four · e7 one · f7 two · g7 one · h7 four · a6 four · b6 three · c6 two · d6 one · e6 two · f6 three · g6 two · h6 one · a5 three · b5 two · c5 three · d5 two · e5 three · f5 white knight · g5 three · h5 two · a4 four · b4 three · c4 two · d4 one · e4 two · f4 three · g4 two · h4 one · a3 three · b3 two · c3 three · d3 four · e3 one · f3 two · g3 one · h3 four · a2 four · b2 three · c2 two · d2 three · e2 two · f2 three · g2 two · h2 three · a1 three · b1 four · c1 three · d1 two · e1 three · f1 two · g1 three · h1 two | a8 four · b8 three · c8 two · d8 three · e8 two · f8 three · g8 two · h8 three · a7 three · b7 two · c7 three · d7 four · e7 one · f7 two · g7 one · h7 four · a6 four · b6 three · c6 two · d6 one · e6 two · f6 three · g6 two · h6 one · a5 three · b5 two · c5 three · d5 two · e5 three · f5 white knight · g5 three · h5 two · a4 four · b4 three · c4 two · d4 one · e4 two · f4 three · g4 two · h4 one · a3 three · b3 two · c3 three · d3 four · e3 one · f3 two · g3 one · h3 four · a2 four · b2 three · c2 two · d2 three · e2 two · f2 three · g2 two · h2 three · a1 three · b1 four · c1 three · d1 two · e1 three · f1 two · g1 three · h1 two | 2 |
| 1 | a8 four · b8 three · c8 two · d8 three · e8 two · f8 three · g8 two · h8 three · a7 three · b7 two · c7 three · d7 four · e7 one · f7 two · g7 one · h7 four · a6 four · b6 three · c6 two · d6 one · e6 two · f6 three · g6 two · h6 one · a5 three · b5 two · c5 three · d5 two · e5 three · f5 white knight · g5 three · h5 two · a4 four · b4 three · c4 two · d4 one · e4 two · f4 three · g4 two · h4 one · a3 three · b3 two · c3 three · d3 four · e3 one · f3 two · g3 one · h3 four · a2 four · b2 three · c2 two · d2 three · e2 two · f2 three · g2 two · h2 three · a1 three · b1 four · c1 three · d1 two · e1 three · f1 two · g1 three · h1 two | a8 four · b8 three · c8 two · d8 three · e8 two · f8 three · g8 two · h8 three · a7 three · b7 two · c7 three · d7 four · e7 one · f7 two · g7 one · h7 four · a6 four · b6 three · c6 two · d6 one · e6 two · f6 three · g6 two · h6 one · a5 three · b5 two · c5 three · d5 two · e5 three · f5 white knight · g5 three · h5 two · a4 four · b4 three · c4 two · d4 one · e4 two · f4 three · g4 two · h4 one · a3 three · b3 two · c3 three · d3 four · e3 one · f3 two · g3 one · h3 four · a2 four · b2 three · c2 two · d2 three · e2 two · f2 three · g2 two · h2 three · a1 three · b1 four · c1 three · d1 two · e1 three · f1 two · g1 three · h1 two | a8 four · b8 three · c8 two · d8 three · e8 two · f8 three · g8 two · h8 three · a7 three · b7 two · c7 three · d7 four · e7 one · f7 two · g7 one · h7 four · a6 four · b6 three · c6 two · d6 one · e6 two · f6 three · g6 two · h6 one · a5 three · b5 two · c5 three · d5 two · e5 three · f5 white knight · g5 three · h5 two · a4 four · b4 three · c4 two · d4 one · e4 two · f4 three · g4 two · h4 one · a3 three · b3 two · c3 three · d3 four · e3 one · f3 two · g3 one · h3 four · a2 four · b2 three · c2 two · d2 three · e2 two · f2 three · g2 two · h2 three · a1 three · b1 four · c1 three · d1 two · e1 three · f1 two · g1 three · h1 two | a8 four · b8 three · c8 two · d8 three · e8 two · f8 three · g8 two · h8 three · a7 three · b7 two · c7 three · d7 four · e7 one · f7 two · g7 one · h7 four · a6 four · b6 three · c6 two · d6 one · e6 two · f6 three · g6 two · h6 one · a5 three · b5 two · c5 three · d5 two · e5 three · f5 white knight · g5 three · h5 two · a4 four · b4 three · c4 two · d4 one · e4 two · f4 three · g4 two · h4 one · a3 three · b3 two · c3 three · d3 four · e3 one · f3 two · g3 one · h3 four · a2 four · b2 three · c2 two · d2 three · e2 two · f2 three · g2 two · h2 three · a1 three · b1 four · c1 three · d1 two · e1 three · f1 two · g1 three · h1 two | a8 four · b8 three · c8 two · d8 three · e8 two · f8 three · g8 two · h8 three · a7 three · b7 two · c7 three · d7 four · e7 one · f7 two · g7 one · h7 four · a6 four · b6 three · c6 two · d6 one · e6 two · f6 three · g6 two · h6 one · a5 three · b5 two · c5 three · d5 two · e5 three · f5 white knight · g5 three · h5 two · a4 four · b4 three · c4 two · d4 one · e4 two · f4 three · g4 two · h4 one · a3 three · b3 two · c3 three · d3 four · e3 one · f3 two · g3 one · h3 four · a2 four · b2 three · c2 two · d2 three · e2 two · f2 three · g2 two · h2 three · a1 three · b1 four · c1 three · d1 two · e1 three · f1 two · g1 three · h1 two | a8 four · b8 three · c8 two · d8 three · e8 two · f8 three · g8 two · h8 three · a7 three · b7 two · c7 three · d7 four · e7 one · f7 two · g7 one · h7 four · a6 four · b6 three · c6 two · d6 one · e6 two · f6 three · g6 two · h6 one · a5 three · b5 two · c5 three · d5 two · e5 three · f5 white knight · g5 three · h5 two · a4 four · b4 three · c4 two · d4 one · e4 two · f4 three · g4 two · h4 one · a3 three · b3 two · c3 three · d3 four · e3 one · f3 two · g3 one · h3 four · a2 four · b2 three · c2 two · d2 three · e2 two · f2 three · g2 two · h2 three · a1 three · b1 four · c1 three · d1 two · e1 three · f1 two · g1 three · h1 two | a8 four · b8 three · c8 two · d8 three · e8 two · f8 three · g8 two · h8 three · a7 three · b7 two · c7 three · d7 four · e7 one · f7 two · g7 one · h7 four · a6 four · b6 three · c6 two · d6 one · e6 two · f6 three · g6 two · h6 one · a5 three · b5 two · c5 three · d5 two · e5 three · f5 white knight · g5 three · h5 two · a4 four · b4 three · c4 two · d4 one · e4 two · f4 three · g4 two · h4 one · a3 three · b3 two · c3 three · d3 four · e3 one · f3 two · g3 one · h3 four · a2 four · b2 three · c2 two · d2 three · e2 two · f2 three · g2 two · h2 three · a1 three · b1 four · c1 three · d1 two · e1 three · f1 two · g1 three · h1 two | a8 four · b8 three · c8 two · d8 three · e8 two · f8 three · g8 two · h8 three · a7 three · b7 two · c7 three · d7 four · e7 one · f7 two · g7 one · h7 four · a6 four · b6 three · c6 two · d6 one · e6 two · f6 three · g6 two · h6 one · a5 three · b5 two · c5 three · d5 two · e5 three · f5 white knight · g5 three · h5 two · a4 four · b4 three · c4 two · d4 one · e4 two · f4 three · g4 two · h4 one · a3 three · b3 two · c3 three · d3 four · e3 one · f3 two · g3 one · h3 four · a2 four · b2 three · c2 two · d2 three · e2 two · f2 three · g2 two · h2 three · a1 three · b1 four · c1 three · d1 two · e1 three · f1 two · g1 three · h1 two | 1 |
|   | a | b | c | d | e | f | g | h |   |

Trong hình bên, mỗi con số trên các ô biểu thị số lượng nước tối thiểu cần phải thực hiện để Mã ở f5 có thể đi tới những ô đó.

## Giá trị
Mã được cho là có sức mạnh và giá trị gần tương đương với Tượng. Tượng có khả năng di chuyển tầm xa, nhưng bị hạn chế chỉ đi đến được một nửa số ô vuông trên bàn cờ. Vì mã có năng lực nhảy qua đầu các quân khác nên nó thường có giá trị hơn trên một bàn cờ đông đúc (những thế trận kín). Mã trở nên mạnh nhất khi nó có được một ô "tiền đồn" – một vị trí tương đối an toàn mà từ đó quân Mã có thể phát huy sức mạnh từ xa. Mã nằm ở hàng ngang thứ 4 có thể so sánh được với Tượng, ở hàng thứ 5 thì Mã thường mạnh hơn Tượng, và ở hàng thứ 6 thì đó có thể là một lợi thế mang tính chất quyết định. Một quân Mã nằm ở hàng thứ 6 mà không làm được gì hữu dụng thì có nghĩa nó không được đặt ở một vị trí tốt.

## Đặc điểm
|   | a | b | c | d | e | f | g | h |   |
| 8 | a8 black rook · d8 black rook · g8 black king · a7 black pawn · b7 black pawn · f7 black pawn · g7 black bishop · h7 black pawn · d6 black pawn · g6 black pawn · d5 white knight · e5 black pawn · e4 white pawn · h4 black queen · a3 white pawn · f3 white pawn · b2 white pawn · d2 white queen · g2 white pawn · h2 white pawn · b1 white king · d1 white rook · h1 white rook | a8 black rook · d8 black rook · g8 black king · a7 black pawn · b7 black pawn · f7 black pawn · g7 black bishop · h7 black pawn · d6 black pawn · g6 black pawn · d5 white knight · e5 black pawn · e4 white pawn · h4 black queen · a3 white pawn · f3 white pawn · b2 white pawn · d2 white queen · g2 white pawn · h2 white pawn · b1 white king · d1 white rook · h1 white rook | a8 black rook · d8 black rook · g8 black king · a7 black pawn · b7 black pawn · f7 black pawn · g7 black bishop · h7 black pawn · d6 black pawn · g6 black pawn · d5 white knight · e5 black pawn · e4 white pawn · h4 black queen · a3 white pawn · f3 white pawn · b2 white pawn · d2 white queen · g2 white pawn · h2 white pawn · b1 white king · d1 white rook · h1 white rook | a8 black rook · d8 black rook · g8 black king · a7 black pawn · b7 black pawn · f7 black pawn · g7 black bishop · h7 black pawn · d6 black pawn · g6 black pawn · d5 white knight · e5 black pawn · e4 white pawn · h4 black queen · a3 white pawn · f3 white pawn · b2 white pawn · d2 white queen · g2 white pawn · h2 white pawn · b1 white king · d1 white rook · h1 white rook | a8 black rook · d8 black rook · g8 black king · a7 black pawn · b7 black pawn · f7 black pawn · g7 black bishop · h7 black pawn · d6 black pawn · g6 black pawn · d5 white knight · e5 black pawn · e4 white pawn · h4 black queen · a3 white pawn · f3 white pawn · b2 white pawn · d2 white queen · g2 white pawn · h2 white pawn · b1 white king · d1 white rook · h1 white rook | a8 black rook · d8 black rook · g8 black king · a7 black pawn · b7 black pawn · f7 black pawn · g7 black bishop · h7 black pawn · d6 black pawn · g6 black pawn · d5 white knight · e5 black pawn · e4 white pawn · h4 black queen · a3 white pawn · f3 white pawn · b2 white pawn · d2 white queen · g2 white pawn · h2 white pawn · b1 white king · d1 white rook · h1 white rook | a8 black rook · d8 black rook · g8 black king · a7 black pawn · b7 black pawn · f7 black pawn · g7 black bishop · h7 black pawn · d6 black pawn · g6 black pawn · d5 white knight · e5 black pawn · e4 white pawn · h4 black queen · a3 white pawn · f3 white pawn · b2 white pawn · d2 white queen · g2 white pawn · h2 white pawn · b1 white king · d1 white rook · h1 white rook | a8 black rook · d8 black rook · g8 black king · a7 black pawn · b7 black pawn · f7 black pawn · g7 black bishop · h7 black pawn · d6 black pawn · g6 black pawn · d5 white knight · e5 black pawn · e4 white pawn · h4 black queen · a3 white pawn · f3 white pawn · b2 white pawn · d2 white queen · g2 white pawn · h2 white pawn · b1 white king · d1 white rook · h1 white rook | 8 |
| 7 | a8 black rook · d8 black rook · g8 black king · a7 black pawn · b7 black pawn · f7 black pawn · g7 black bishop · h7 black pawn · d6 black pawn · g6 black pawn · d5 white knight · e5 black pawn · e4 white pawn · h4 black queen · a3 white pawn · f3 white pawn · b2 white pawn · d2 white queen · g2 white pawn · h2 white pawn · b1 white king · d1 white rook · h1 white rook | a8 black rook · d8 black rook · g8 black king · a7 black pawn · b7 black pawn · f7 black pawn · g7 black bishop · h7 black pawn · d6 black pawn · g6 black pawn · d5 white knight · e5 black pawn · e4 white pawn · h4 black queen · a3 white pawn · f3 white pawn · b2 white pawn · d2 white queen · g2 white pawn · h2 white pawn · b1 white king · d1 white rook · h1 white rook | a8 black rook · d8 black rook · g8 black king · a7 black pawn · b7 black pawn · f7 black pawn · g7 black bishop · h7 black pawn · d6 black pawn · g6 black pawn · d5 white knight · e5 black pawn · e4 white pawn · h4 black queen · a3 white pawn · f3 white pawn · b2 white pawn · d2 white queen · g2 white pawn · h2 white pawn · b1 white king · d1 white rook · h1 white rook | a8 black rook · d8 black rook · g8 black king · a7 black pawn · b7 black pawn · f7 black pawn · g7 black bishop · h7 black pawn · d6 black pawn · g6 black pawn · d5 white knight · e5 black pawn · e4 white pawn · h4 black queen · a3 white pawn · f3 white pawn · b2 white pawn · d2 white queen · g2 white pawn · h2 white pawn · b1 white king · d1 white rook · h1 white rook | a8 black rook · d8 black rook · g8 black king · a7 black pawn · b7 black pawn · f7 black pawn · g7 black bishop · h7 black pawn · d6 black pawn · g6 black pawn · d5 white knight · e5 black pawn · e4 white pawn · h4 black queen · a3 white pawn · f3 white pawn · b2 white pawn · d2 white queen · g2 white pawn · h2 white pawn · b1 white king · d1 white rook · h1 white rook | a8 black rook · d8 black rook · g8 black king · a7 black pawn · b7 black pawn · f7 black pawn · g7 black bishop · h7 black pawn · d6 black pawn · g6 black pawn · d5 white knight · e5 black pawn · e4 white pawn · h4 black queen · a3 white pawn · f3 white pawn · b2 white pawn · d2 white queen · g2 white pawn · h2 white pawn · b1 white king · d1 white rook · h1 white rook | a8 black rook · d8 black rook · g8 black king · a7 black pawn · b7 black pawn · f7 black pawn · g7 black bishop · h7 black pawn · d6 black pawn · g6 black pawn · d5 white knight · e5 black pawn · e4 white pawn · h4 black queen · a3 white pawn · f3 white pawn · b2 white pawn · d2 white queen · g2 white pawn · h2 white pawn · b1 white king · d1 white rook · h1 white rook | a8 black rook · d8 black rook · g8 black king · a7 black pawn · b7 black pawn · f7 black pawn · g7 black bishop · h7 black pawn · d6 black pawn · g6 black pawn · d5 white knight · e5 black pawn · e4 white pawn · h4 black queen · a3 white pawn · f3 white pawn · b2 white pawn · d2 white queen · g2 white pawn · h2 white pawn · b1 white king · d1 white rook · h1 white rook | 7 |
| 6 | a8 black rook · d8 black rook · g8 black king · a7 black pawn · b7 black pawn · f7 black pawn · g7 black bishop · h7 black pawn · d6 black pawn · g6 black pawn · d5 white knight · e5 black pawn · e4 white pawn · h4 black queen · a3 white pawn · f3 white pawn · b2 white pawn · d2 white queen · g2 white pawn · h2 white pawn · b1 white king · d1 white rook · h1 white rook | a8 black rook · d8 black rook · g8 black king · a7 black pawn · b7 black pawn · f7 black pawn · g7 black bishop · h7 black pawn · d6 black pawn · g6 black pawn · d5 white knight · e5 black pawn · e4 white pawn · h4 black queen · a3 white pawn · f3 white pawn · b2 white pawn · d2 white queen · g2 white pawn · h2 white pawn · b1 white king · d1 white rook · h1 white rook | a8 black rook · d8 black rook · g8 black king · a7 black pawn · b7 black pawn · f7 black pawn · g7 black bishop · h7 black pawn · d6 black pawn · g6 black pawn · d5 white knight · e5 black pawn · e4 white pawn · h4 black queen · a3 white pawn · f3 white pawn · b2 white pawn · d2 white queen · g2 white pawn · h2 white pawn · b1 white king · d1 white rook · h1 white rook | a8 black rook · d8 black rook · g8 black king · a7 black pawn · b7 black pawn · f7 black pawn · g7 black bishop · h7 black pawn · d6 black pawn · g6 black pawn · d5 white knight · e5 black pawn · e4 white pawn · h4 black queen · a3 white pawn · f3 white pawn · b2 white pawn · d2 white queen · g2 white pawn · h2 white pawn · b1 white king · d1 white rook · h1 white rook | a8 black rook · d8 black rook · g8 black king · a7 black pawn · b7 black pawn · f7 black pawn · g7 black bishop · h7 black pawn · d6 black pawn · g6 black pawn · d5 white knight · e5 black pawn · e4 white pawn · h4 black queen · a3 white pawn · f3 white pawn · b2 white pawn · d2 white queen · g2 white pawn · h2 white pawn · b1 white king · d1 white rook · h1 white rook | a8 black rook · d8 black rook · g8 black king · a7 black pawn · b7 black pawn · f7 black pawn · g7 black bishop · h7 black pawn · d6 black pawn · g6 black pawn · d5 white knight · e5 black pawn · e4 white pawn · h4 black queen · a3 white pawn · f3 white pawn · b2 white pawn · d2 white queen · g2 white pawn · h2 white pawn · b1 white king · d1 white rook · h1 white rook | a8 black rook · d8 black rook · g8 black king · a7 black pawn · b7 black pawn · f7 black pawn · g7 black bishop · h7 black pawn · d6 black pawn · g6 black pawn · d5 white knight · e5 black pawn · e4 white pawn · h4 black queen · a3 white pawn · f3 white pawn · b2 white pawn · d2 white queen · g2 white pawn · h2 white pawn · b1 white king · d1 white rook · h1 white rook | a8 black rook · d8 black rook · g8 black king · a7 black pawn · b7 black pawn · f7 black pawn · g7 black bishop · h7 black pawn · d6 black pawn · g6 black pawn · d5 white knight · e5 black pawn · e4 white pawn · h4 black queen · a3 white pawn · f3 white pawn · b2 white pawn · d2 white queen · g2 white pawn · h2 white pawn · b1 white king · d1 white rook · h1 white rook | 6 |
| 5 | a8 black rook · d8 black rook · g8 black king · a7 black pawn · b7 black pawn · f7 black pawn · g7 black bishop · h7 black pawn · d6 black pawn · g6 black pawn · d5 white knight · e5 black pawn · e4 white pawn · h4 black queen · a3 white pawn · f3 white pawn · b2 white pawn · d2 white queen · g2 white pawn · h2 white pawn · b1 white king · d1 white rook · h1 white rook | a8 black rook · d8 black rook · g8 black king · a7 black pawn · b7 black pawn · f7 black pawn · g7 black bishop · h7 black pawn · d6 black pawn · g6 black pawn · d5 white knight · e5 black pawn · e4 white pawn · h4 black queen · a3 white pawn · f3 white pawn · b2 white pawn · d2 white queen · g2 white pawn · h2 white pawn · b1 white king · d1 white rook · h1 white rook | a8 black rook · d8 black rook · g8 black king · a7 black pawn · b7 black pawn · f7 black pawn · g7 black bishop · h7 black pawn · d6 black pawn · g6 black pawn · d5 white knight · e5 black pawn · e4 white pawn · h4 black queen · a3 white pawn · f3 white pawn · b2 white pawn · d2 white queen · g2 white pawn · h2 white pawn · b1 white king · d1 white rook · h1 white rook | a8 black rook · d8 black rook · g8 black king · a7 black pawn · b7 black pawn · f7 black pawn · g7 black bishop · h7 black pawn · d6 black pawn · g6 black pawn · d5 white knight · e5 black pawn · e4 white pawn · h4 black queen · a3 white pawn · f3 white pawn · b2 white pawn · d2 white queen · g2 white pawn · h2 white pawn · b1 white king · d1 white rook · h1 white rook | a8 black rook · d8 black rook · g8 black king · a7 black pawn · b7 black pawn · f7 black pawn · g7 black bishop · h7 black pawn · d6 black pawn · g6 black pawn · d5 white knight · e5 black pawn · e4 white pawn · h4 black queen · a3 white pawn · f3 white pawn · b2 white pawn · d2 white queen · g2 white pawn · h2 white pawn · b1 white king · d1 white rook · h1 white rook | a8 black rook · d8 black rook · g8 black king · a7 black pawn · b7 black pawn · f7 black pawn · g7 black bishop · h7 black pawn · d6 black pawn · g6 black pawn · d5 white knight · e5 black pawn · e4 white pawn · h4 black queen · a3 white pawn · f3 white pawn · b2 white pawn · d2 white queen · g2 white pawn · h2 white pawn · b1 white king · d1 white rook · h1 white rook | a8 black rook · d8 black rook · g8 black king · a7 black pawn · b7 black pawn · f7 black pawn · g7 black bishop · h7 black pawn · d6 black pawn · g6 black pawn · d5 white knight · e5 black pawn · e4 white pawn · h4 black queen · a3 white pawn · f3 white pawn · b2 white pawn · d2 white queen · g2 white pawn · h2 white pawn · b1 white king · d1 white rook · h1 white rook | a8 black rook · d8 black rook · g8 black king · a7 black pawn · b7 black pawn · f7 black pawn · g7 black bishop · h7 black pawn · d6 black pawn · g6 black pawn · d5 white knight · e5 black pawn · e4 white pawn · h4 black queen · a3 white pawn · f3 white pawn · b2 white pawn · d2 white queen · g2 white pawn · h2 white pawn · b1 white king · d1 white rook · h1 white rook | 5 |
| 4 | a8 black rook · d8 black rook · g8 black king · a7 black pawn · b7 black pawn · f7 black pawn · g7 black bishop · h7 black pawn · d6 black pawn · g6 black pawn · d5 white knight · e5 black pawn · e4 white pawn · h4 black queen · a3 white pawn · f3 white pawn · b2 white pawn · d2 white queen · g2 white pawn · h2 white pawn · b1 white king · d1 white rook · h1 white rook | a8 black rook · d8 black rook · g8 black king · a7 black pawn · b7 black pawn · f7 black pawn · g7 black bishop · h7 black pawn · d6 black pawn · g6 black pawn · d5 white knight · e5 black pawn · e4 white pawn · h4 black queen · a3 white pawn · f3 white pawn · b2 white pawn · d2 white queen · g2 white pawn · h2 white pawn · b1 white king · d1 white rook · h1 white rook | a8 black rook · d8 black rook · g8 black king · a7 black pawn · b7 black pawn · f7 black pawn · g7 black bishop · h7 black pawn · d6 black pawn · g6 black pawn · d5 white knight · e5 black pawn · e4 white pawn · h4 black queen · a3 white pawn · f3 white pawn · b2 white pawn · d2 white queen · g2 white pawn · h2 white pawn · b1 white king · d1 white rook · h1 white rook | a8 black rook · d8 black rook · g8 black king · a7 black pawn · b7 black pawn · f7 black pawn · g7 black bishop · h7 black pawn · d6 black pawn · g6 black pawn · d5 white knight · e5 black pawn · e4 white pawn · h4 black queen · a3 white pawn · f3 white pawn · b2 white pawn · d2 white queen · g2 white pawn · h2 white pawn · b1 white king · d1 white rook · h1 white rook | a8 black rook · d8 black rook · g8 black king · a7 black pawn · b7 black pawn · f7 black pawn · g7 black bishop · h7 black pawn · d6 black pawn · g6 black pawn · d5 white knight · e5 black pawn · e4 white pawn · h4 black queen · a3 white pawn · f3 white pawn · b2 white pawn · d2 white queen · g2 white pawn · h2 white pawn · b1 white king · d1 white rook · h1 white rook | a8 black rook · d8 black rook · g8 black king · a7 black pawn · b7 black pawn · f7 black pawn · g7 black bishop · h7 black pawn · d6 black pawn · g6 black pawn · d5 white knight · e5 black pawn · e4 white pawn · h4 black queen · a3 white pawn · f3 white pawn · b2 white pawn · d2 white queen · g2 white pawn · h2 white pawn · b1 white king · d1 white rook · h1 white rook | a8 black rook · d8 black rook · g8 black king · a7 black pawn · b7 black pawn · f7 black pawn · g7 black bishop · h7 black pawn · d6 black pawn · g6 black pawn · d5 white knight · e5 black pawn · e4 white pawn · h4 black queen · a3 white pawn · f3 white pawn · b2 white pawn · d2 white queen · g2 white pawn · h2 white pawn · b1 white king · d1 white rook · h1 white rook | a8 black rook · d8 black rook · g8 black king · a7 black pawn · b7 black pawn · f7 black pawn · g7 black bishop · h7 black pawn · d6 black pawn · g6 black pawn · d5 white knight · e5 black pawn · e4 white pawn · h4 black queen · a3 white pawn · f3 white pawn · b2 white pawn · d2 white queen · g2 white pawn · h2 white pawn · b1 white king · d1 white rook · h1 white rook | 4 |
| 3 | a8 black rook · d8 black rook · g8 black king · a7 black pawn · b7 black pawn · f7 black pawn · g7 black bishop · h7 black pawn · d6 black pawn · g6 black pawn · d5 white knight · e5 black pawn · e4 white pawn · h4 black queen · a3 white pawn · f3 white pawn · b2 white pawn · d2 white queen · g2 white pawn · h2 white pawn · b1 white king · d1 white rook · h1 white rook | a8 black rook · d8 black rook · g8 black king · a7 black pawn · b7 black pawn · f7 black pawn · g7 black bishop · h7 black pawn · d6 black pawn · g6 black pawn · d5 white knight · e5 black pawn · e4 white pawn · h4 black queen · a3 white pawn · f3 white pawn · b2 white pawn · d2 white queen · g2 white pawn · h2 white pawn · b1 white king · d1 white rook · h1 white rook | a8 black rook · d8 black rook · g8 black king · a7 black pawn · b7 black pawn · f7 black pawn · g7 black bishop · h7 black pawn · d6 black pawn · g6 black pawn · d5 white knight · e5 black pawn · e4 white pawn · h4 black queen · a3 white pawn · f3 white pawn · b2 white pawn · d2 white queen · g2 white pawn · h2 white pawn · b1 white king · d1 white rook · h1 white rook | a8 black rook · d8 black rook · g8 black king · a7 black pawn · b7 black pawn · f7 black pawn · g7 black bishop · h7 black pawn · d6 black pawn · g6 black pawn · d5 white knight · e5 black pawn · e4 white pawn · h4 black queen · a3 white pawn · f3 white pawn · b2 white pawn · d2 white queen · g2 white pawn · h2 white pawn · b1 white king · d1 white rook · h1 white rook | a8 black rook · d8 black rook · g8 black king · a7 black pawn · b7 black pawn · f7 black pawn · g7 black bishop · h7 black pawn · d6 black pawn · g6 black pawn · d5 white knight · e5 black pawn · e4 white pawn · h4 black queen · a3 white pawn · f3 white pawn · b2 white pawn · d2 white queen · g2 white pawn · h2 white pawn · b1 white king · d1 white rook · h1 white rook | a8 black rook · d8 black rook · g8 black king · a7 black pawn · b7 black pawn · f7 black pawn · g7 black bishop · h7 black pawn · d6 black pawn · g6 black pawn · d5 white knight · e5 black pawn · e4 white pawn · h4 black queen · a3 white pawn · f3 white pawn · b2 white pawn · d2 white queen · g2 white pawn · h2 white pawn · b1 white king · d1 white rook · h1 white rook | a8 black rook · d8 black rook · g8 black king · a7 black pawn · b7 black pawn · f7 black pawn · g7 black bishop · h7 black pawn · d6 black pawn · g6 black pawn · d5 white knight · e5 black pawn · e4 white pawn · h4 black queen · a3 white pawn · f3 white pawn · b2 white pawn · d2 white queen · g2 white pawn · h2 white pawn · b1 white king · d1 white rook · h1 white rook | a8 black rook · d8 black rook · g8 black king · a7 black pawn · b7 black pawn · f7 black pawn · g7 black bishop · h7 black pawn · d6 black pawn · g6 black pawn · d5 white knight · e5 black pawn · e4 white pawn · h4 black queen · a3 white pawn · f3 white pawn · b2 white pawn · d2 white queen · g2 white pawn · h2 white pawn · b1 white king · d1 white rook · h1 white rook | 3 |
| 2 | a8 black rook · d8 black rook · g8 black king · a7 black pawn · b7 black pawn · f7 black pawn · g7 black bishop · h7 black pawn · d6 black pawn · g6 black pawn · d5 white knight · e5 black pawn · e4 white pawn · h4 black queen · a3 white pawn · f3 white pawn · b2 white pawn · d2 white queen · g2 white pawn · h2 white pawn · b1 white king · d1 white rook · h1 white rook | a8 black rook · d8 black rook · g8 black king · a7 black pawn · b7 black pawn · f7 black pawn · g7 black bishop · h7 black pawn · d6 black pawn · g6 black pawn · d5 white knight · e5 black pawn · e4 white pawn · h4 black queen · a3 white pawn · f3 white pawn · b2 white pawn · d2 white queen · g2 white pawn · h2 white pawn · b1 white king · d1 white rook · h1 white rook | a8 black rook · d8 black rook · g8 black king · a7 black pawn · b7 black pawn · f7 black pawn · g7 black bishop · h7 black pawn · d6 black pawn · g6 black pawn · d5 white knight · e5 black pawn · e4 white pawn · h4 black queen · a3 white pawn · f3 white pawn · b2 white pawn · d2 white queen · g2 white pawn · h2 white pawn · b1 white king · d1 white rook · h1 white rook | a8 black rook · d8 black rook · g8 black king · a7 black pawn · b7 black pawn · f7 black pawn · g7 black bishop · h7 black pawn · d6 black pawn · g6 black pawn · d5 white knight · e5 black pawn · e4 white pawn · h4 black queen · a3 white pawn · f3 white pawn · b2 white pawn · d2 white queen · g2 white pawn · h2 white pawn · b1 white king · d1 white rook · h1 white rook | a8 black rook · d8 black rook · g8 black king · a7 black pawn · b7 black pawn · f7 black pawn · g7 black bishop · h7 black pawn · d6 black pawn · g6 black pawn · d5 white knight · e5 black pawn · e4 white pawn · h4 black queen · a3 white pawn · f3 white pawn · b2 white pawn · d2 white queen · g2 white pawn · h2 white pawn · b1 white king · d1 white rook · h1 white rook | a8 black rook · d8 black rook · g8 black king · a7 black pawn · b7 black pawn · f7 black pawn · g7 black bishop · h7 black pawn · d6 black pawn · g6 black pawn · d5 white knight · e5 black pawn · e4 white pawn · h4 black queen · a3 white pawn · f3 white pawn · b2 white pawn · d2 white queen · g2 white pawn · h2 white pawn · b1 white king · d1 white rook · h1 white rook | a8 black rook · d8 black rook · g8 black king · a7 black pawn · b7 black pawn · f7 black pawn · g7 black bishop · h7 black pawn · d6 black pawn · g6 black pawn · d5 white knight · e5 black pawn · e4 white pawn · h4 black queen · a3 white pawn · f3 white pawn · b2 white pawn · d2 white queen · g2 white pawn · h2 white pawn · b1 white king · d1 white rook · h1 white rook | a8 black rook · d8 black rook · g8 black king · a7 black pawn · b7 black pawn · f7 black pawn · g7 black bishop · h7 black pawn · d6 black pawn · g6 black pawn · d5 white knight · e5 black pawn · e4 white pawn · h4 black queen · a3 white pawn · f3 white pawn · b2 white pawn · d2 white queen · g2 white pawn · h2 white pawn · b1 white king · d1 white rook · h1 white rook | 2 |
| 1 | a8 black rook · d8 black rook · g8 black king · a7 black pawn · b7 black pawn · f7 black pawn · g7 black bishop · h7 black pawn · d6 black pawn · g6 black pawn · d5 white knight · e5 black pawn · e4 white pawn · h4 black queen · a3 white pawn · f3 white pawn · b2 white pawn · d2 white queen · g2 white pawn · h2 white pawn · b1 white king · d1 white rook · h1 white rook | a8 black rook · d8 black rook · g8 black king · a7 black pawn · b7 black pawn · f7 black pawn · g7 black bishop · h7 black pawn · d6 black pawn · g6 black pawn · d5 white knight · e5 black pawn · e4 white pawn · h4 black queen · a3 white pawn · f3 white pawn · b2 white pawn · d2 white queen · g2 white pawn · h2 white pawn · b1 white king · d1 white rook · h1 white rook | a8 black rook · d8 black rook · g8 black king · a7 black pawn · b7 black pawn · f7 black pawn · g7 black bishop · h7 black pawn · d6 black pawn · g6 black pawn · d5 white knight · e5 black pawn · e4 white pawn · h4 black queen · a3 white pawn · f3 white pawn · b2 white pawn · d2 white queen · g2 white pawn · h2 white pawn · b1 white king · d1 white rook · h1 white rook | a8 black rook · d8 black rook · g8 black king · a7 black pawn · b7 black pawn · f7 black pawn · g7 black bishop · h7 black pawn · d6 black pawn · g6 black pawn · d5 white knight · e5 black pawn · e4 white pawn · h4 black queen · a3 white pawn · f3 white pawn · b2 white pawn · d2 white queen · g2 white pawn · h2 white pawn · b1 white king · d1 white rook · h1 white rook | a8 black rook · d8 black rook · g8 black king · a7 black pawn · b7 black pawn · f7 black pawn · g7 black bishop · h7 black pawn · d6 black pawn · g6 black pawn · d5 white knight · e5 black pawn · e4 white pawn · h4 black queen · a3 white pawn · f3 white pawn · b2 white pawn · d2 white queen · g2 white pawn · h2 white pawn · b1 white king · d1 white rook · h1 white rook | a8 black rook · d8 black rook · g8 black king · a7 black pawn · b7 black pawn · f7 black pawn · g7 black bishop · h7 black pawn · d6 black pawn · g6 black pawn · d5 white knight · e5 black pawn · e4 white pawn · h4 black queen · a3 white pawn · f3 white pawn · b2 white pawn · d2 white queen · g2 white pawn · h2 white pawn · b1 white king · d1 white rook · h1 white rook | a8 black rook · d8 black rook · g8 black king · a7 black pawn · b7 black pawn · f7 black pawn · g7 black bishop · h7 black pawn · d6 black pawn · g6 black pawn · d5 white knight · e5 black pawn · e4 white pawn · h4 black queen · a3 white pawn · f3 white pawn · b2 white pawn · d2 white queen · g2 white pawn · h2 white pawn · b1 white king · d1 white rook · h1 white rook | a8 black rook · d8 black rook · g8 black king · a7 black pawn · b7 black pawn · f7 black pawn · g7 black bishop · h7 black pawn · d6 black pawn · g6 black pawn · d5 white knight · e5 black pawn · e4 white pawn · h4 black queen · a3 white pawn · f3 white pawn · b2 white pawn · d2 white queen · g2 white pawn · h2 white pawn · b1 white king · d1 white rook · h1 white rook | 1 |
|   | a | b | c | d | e | f | g | h |   |

Tốt là những quân quấy nhiễu Mã hết sức hiệu quả do nó có giá trị thấp hơn đồng thời do cách đi khác nhau nên khi một quân Tốt tấn công Mã nó không bị Mã tấn công ngược lại. Bởi vậy, một quân Mã hiệu quả nhất là khi nó được đặt ở những ô yếu điểm trong cấu trúc Tốt của đối phương, tức là ô mà không thể bị Tốt đối phương tấn công. Trong hình bên, Mã Trắng ở d5 là rất mạnh – mạnh hơn nhiều so với Tượng Đen ở g7.
Trong khi hai Tượng có thể bù đắp yếu điểm cho nhau, hai Mã có xu hướng không phối hợp với nhau được một cách hiệu quả. Bởi vậy một cặp Tượng thường được xem là mạnh hơn so với một cặp Mã (Flear 2007:135). Nhà Vô địch Thế giới José Raúl Capablanca đánh giá một Hậu và một Mã thường là sự kết hợp tốt hơn so với một Hậu và một Tượng. Tuy nhiên, Đại kiện tướng Glenn Flear không tìm thấy ván đấu nào của Capablanca mà trong đó ông thể hiện cho tuyên bố trên và các số liệu thống kê cũng không ủng hộ quan điểm này (Flear 2007:135). Trong một tàn cuộc không bao gồm Tốt và những quân khác, hai Mã nhìn chung có nhiều cơ hội chống lại một Hậu hơn hai Tượng hay một Mã và một Tượng (xem pháo đài (cờ vua)).
|   | a                                                               | b                                                               | c                                                               | d                                                               | e                                                               | f                                                               | g                                                               | h                                                               |   |
| 8 | a8 white king · c8 black king · a7 white pawn · e2 white knight | a8 white king · c8 black king · a7 white pawn · e2 white knight | a8 white king · c8 black king · a7 white pawn · e2 white knight | a8 white king · c8 black king · a7 white pawn · e2 white knight | a8 white king · c8 black king · a7 white pawn · e2 white knight | a8 white king · c8 black king · a7 white pawn · e2 white knight | a8 white king · c8 black king · a7 white pawn · e2 white knight | a8 white king · c8 black king · a7 white pawn · e2 white knight | 8 |
| 7 | a8 white king · c8 black king · a7 white pawn · e2 white knight | a8 white king · c8 black king · a7 white pawn · e2 white knight | a8 white king · c8 black king · a7 white pawn · e2 white knight | a8 white king · c8 black king · a7 white pawn · e2 white knight | a8 white king · c8 black king · a7 white pawn · e2 white knight | a8 white king · c8 black king · a7 white pawn · e2 white knight | a8 white king · c8 black king · a7 white pawn · e2 white knight | a8 white king · c8 black king · a7 white pawn · e2 white knight | 7 |
| 6 | a8 white king · c8 black king · a7 white pawn · e2 white knight | a8 white king · c8 black king · a7 white pawn · e2 white knight | a8 white king · c8 black king · a7 white pawn · e2 white knight | a8 white king · c8 black king · a7 white pawn · e2 white knight | a8 white king · c8 black king · a7 white pawn · e2 white knight | a8 white king · c8 black king · a7 white pawn · e2 white knight | a8 white king · c8 black king · a7 white pawn · e2 white knight | a8 white king · c8 black king · a7 white pawn · e2 white knight | 6 |
| 5 | a8 white king · c8 black king · a7 white pawn · e2 white knight | a8 white king · c8 black king · a7 white pawn · e2 white knight | a8 white king · c8 black king · a7 white pawn · e2 white knight | a8 white king · c8 black king · a7 white pawn · e2 white knight | a8 white king · c8 black king · a7 white pawn · e2 white knight | a8 white king · c8 black king · a7 white pawn · e2 white knight | a8 white king · c8 black king · a7 white pawn · e2 white knight | a8 white king · c8 black king · a7 white pawn · e2 white knight | 5 |
| 4 | a8 white king · c8 black king · a7 white pawn · e2 white knight | a8 white king · c8 black king · a7 white pawn · e2 white knight | a8 white king · c8 black king · a7 white pawn · e2 white knight | a8 white king · c8 black king · a7 white pawn · e2 white knight | a8 white king · c8 black king · a7 white pawn · e2 white knight | a8 white king · c8 black king · a7 white pawn · e2 white knight | a8 white king · c8 black king · a7 white pawn · e2 white knight | a8 white king · c8 black king · a7 white pawn · e2 white knight | 4 |
| 3 | a8 white king · c8 black king · a7 white pawn · e2 white knight | a8 white king · c8 black king · a7 white pawn · e2 white knight | a8 white king · c8 black king · a7 white pawn · e2 white knight | a8 white king · c8 black king · a7 white pawn · e2 white knight | a8 white king · c8 black king · a7 white pawn · e2 white knight | a8 white king · c8 black king · a7 white pawn · e2 white knight | a8 white king · c8 black king · a7 white pawn · e2 white knight | a8 white king · c8 black king · a7 white pawn · e2 white knight | 3 |
| 2 | a8 white king · c8 black king · a7 white pawn · e2 white knight | a8 white king · c8 black king · a7 white pawn · e2 white knight | a8 white king · c8 black king · a7 white pawn · e2 white knight | a8 white king · c8 black king · a7 white pawn · e2 white knight | a8 white king · c8 black king · a7 white pawn · e2 white knight | a8 white king · c8 black king · a7 white pawn · e2 white knight | a8 white king · c8 black king · a7 white pawn · e2 white knight | a8 white king · c8 black king · a7 white pawn · e2 white knight | 2 |
| 1 | a8 white king · c8 black king · a7 white pawn · e2 white knight | a8 white king · c8 black king · a7 white pawn · e2 white knight | a8 white king · c8 black king · a7 white pawn · e2 white knight | a8 white king · c8 black king · a7 white pawn · e2 white knight | a8 white king · c8 black king · a7 white pawn · e2 white knight | a8 white king · c8 black king · a7 white pawn · e2 white knight | a8 white king · c8 black king · a7 white pawn · e2 white knight | a8 white king · c8 black king · a7 white pawn · e2 white knight | 1 |
|   | a                                                               | b                                                               | c                                                               | d                                                               | e                                                               | f                                                               | g                                                               | h                                                               |   |

Trong tàn cuộc, Mã thường không hiệu quả bằng Tượng. Tầm di chuyển của Mã là hạn chế hơn hẳn, nên ở những tàn cuộc mà Tốt trải khắp hai cánh, Mã không phải là quân phù hợp. Tuy nhiên, nhược điểm này không còn mấy quan trọng khi Tốt chỉ tập trung ở một bên trên bàn cờ. Hơn nữa, một quân Mã có lợi thế kiểm soát được mọi ô màu khác nhau, còn một Tượng thì không. Tuy vậy, một bất lợi của Mã so với các quân khác là bản thân nó không thể tự làm mất một nước để đặt đối phương vào tình thế zugzwang (xem triangulation và temp). Trong thế cờ hình bên, Trắng sẽ không thể thắng nếu đi trước và Mã của họ nằm ở ô trắng; tương tự với việc Mã Trắng nằm ở ô đen và Đen đi trước. Trong hai trường hợp còn lại, Trắng thắng. Nếu thay Mã bằng Tượng bất kỳ, Trắng sẽ thắng bất kể bên nào đi trước (Mednis 1993:7–8).
|   | a                                                                   | b                                                                   | c                                                                   | d                                                                   | e                                                                   | f                                                                   | g                                                                   | h                                                                   |   |
| 8 | c4 white bishop · g2 white king · c1 black knight · h1 black knight | c4 white bishop · g2 white king · c1 black knight · h1 black knight | c4 white bishop · g2 white king · c1 black knight · h1 black knight | c4 white bishop · g2 white king · c1 black knight · h1 black knight | c4 white bishop · g2 white king · c1 black knight · h1 black knight | c4 white bishop · g2 white king · c1 black knight · h1 black knight | c4 white bishop · g2 white king · c1 black knight · h1 black knight | c4 white bishop · g2 white king · c1 black knight · h1 black knight | 8 |
| 7 | c4 white bishop · g2 white king · c1 black knight · h1 black knight | c4 white bishop · g2 white king · c1 black knight · h1 black knight | c4 white bishop · g2 white king · c1 black knight · h1 black knight | c4 white bishop · g2 white king · c1 black knight · h1 black knight | c4 white bishop · g2 white king · c1 black knight · h1 black knight | c4 white bishop · g2 white king · c1 black knight · h1 black knight | c4 white bishop · g2 white king · c1 black knight · h1 black knight | c4 white bishop · g2 white king · c1 black knight · h1 black knight | 7 |
| 6 | c4 white bishop · g2 white king · c1 black knight · h1 black knight | c4 white bishop · g2 white king · c1 black knight · h1 black knight | c4 white bishop · g2 white king · c1 black knight · h1 black knight | c4 white bishop · g2 white king · c1 black knight · h1 black knight | c4 white bishop · g2 white king · c1 black knight · h1 black knight | c4 white bishop · g2 white king · c1 black knight · h1 black knight | c4 white bishop · g2 white king · c1 black knight · h1 black knight | c4 white bishop · g2 white king · c1 black knight · h1 black knight | 6 |
| 5 | c4 white bishop · g2 white king · c1 black knight · h1 black knight | c4 white bishop · g2 white king · c1 black knight · h1 black knight | c4 white bishop · g2 white king · c1 black knight · h1 black knight | c4 white bishop · g2 white king · c1 black knight · h1 black knight | c4 white bishop · g2 white king · c1 black knight · h1 black knight | c4 white bishop · g2 white king · c1 black knight · h1 black knight | c4 white bishop · g2 white king · c1 black knight · h1 black knight | c4 white bishop · g2 white king · c1 black knight · h1 black knight | 5 |
| 4 | c4 white bishop · g2 white king · c1 black knight · h1 black knight | c4 white bishop · g2 white king · c1 black knight · h1 black knight | c4 white bishop · g2 white king · c1 black knight · h1 black knight | c4 white bishop · g2 white king · c1 black knight · h1 black knight | c4 white bishop · g2 white king · c1 black knight · h1 black knight | c4 white bishop · g2 white king · c1 black knight · h1 black knight | c4 white bishop · g2 white king · c1 black knight · h1 black knight | c4 white bishop · g2 white king · c1 black knight · h1 black knight | 4 |
| 3 | c4 white bishop · g2 white king · c1 black knight · h1 black knight | c4 white bishop · g2 white king · c1 black knight · h1 black knight | c4 white bishop · g2 white king · c1 black knight · h1 black knight | c4 white bishop · g2 white king · c1 black knight · h1 black knight | c4 white bishop · g2 white king · c1 black knight · h1 black knight | c4 white bishop · g2 white king · c1 black knight · h1 black knight | c4 white bishop · g2 white king · c1 black knight · h1 black knight | c4 white bishop · g2 white king · c1 black knight · h1 black knight | 3 |
| 2 | c4 white bishop · g2 white king · c1 black knight · h1 black knight | c4 white bishop · g2 white king · c1 black knight · h1 black knight | c4 white bishop · g2 white king · c1 black knight · h1 black knight | c4 white bishop · g2 white king · c1 black knight · h1 black knight | c4 white bishop · g2 white king · c1 black knight · h1 black knight | c4 white bishop · g2 white king · c1 black knight · h1 black knight | c4 white bishop · g2 white king · c1 black knight · h1 black knight | c4 white bishop · g2 white king · c1 black knight · h1 black knight | 2 |
| 1 | c4 white bishop · g2 white king · c1 black knight · h1 black knight | c4 white bishop · g2 white king · c1 black knight · h1 black knight | c4 white bishop · g2 white king · c1 black knight · h1 black knight | c4 white bishop · g2 white king · c1 black knight · h1 black knight | c4 white bishop · g2 white king · c1 black knight · h1 black knight | c4 white bishop · g2 white king · c1 black knight · h1 black knight | c4 white bishop · g2 white king · c1 black knight · h1 black knight | c4 white bishop · g2 white king · c1 black knight · h1 black knight | 1 |
|   | a                                                                   | b                                                                   | c                                                                   | d                                                                   | e                                                                   | f                                                                   | g                                                                   | h                                                                   |   |

Trong giai đoạn cuối của ván cờ, nếu một bên có một Vua và một Mã và bên còn lại có một Vua, kết quả sẽ là hoà bởi chiết hết là điều không thể. Trường hợp một Vua đơn độc đối đầu một Vua và hai Mã, chiếu hết chỉ có thể xảy ra khi bên yếu thế (bên có một Vua) mắc sai lầm nghiêm trọng (blunder) bằng việc đưa Vua vào vị trí mà có thể bị chiếu hết ở nước tiếp theo, nếu không thì bên hai Mã không bao giờ có thể thắng. Tuy nhiên, với một Tượng và một Mã, hoặc hai Tượng, bên mạnh có thể ép bên yếu vào tình thế bị chiếu hết. Tuy nhiên lại có một nghịch lý, ép chiếu hết bằng hai Mã đôi khi là "có thể" nếu bên yếu có thêm một Tốt, dù vậy điều này nhìn qua có vẻ thú vị và gây tò mò chứ giá trị thực tiễn rất ít (xem Tàn cuộc hai Mã). Một quân Tượng có thể bẫy một quân Mã khiến nó không thể di chuyển (Mã c1 hình bên), đặc biệt trong tàn cuộc. 

## Mã Unicode
Unicode định ra hai codepoint cho Mã:
♘ U+2658 Mã Trắng (HTML &#9816;)
♞ U+265E Mã Đen (HTML &#9822;)